# 日本の染織工芸

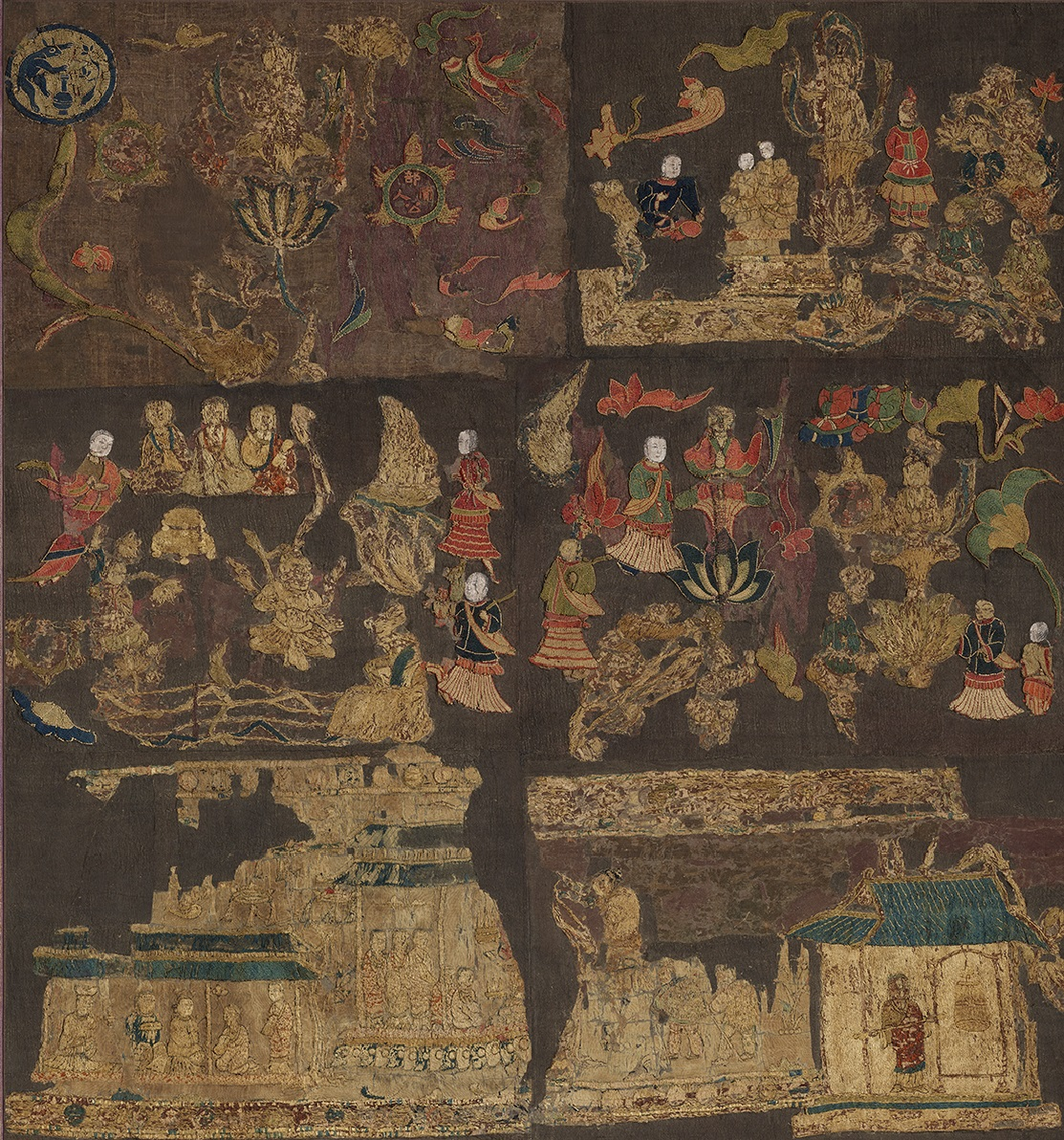
天寿国繡帳 中宮寺蔵 飛鳥時代

狩野秀頼筆 高雄観楓図 東京国立博物館蔵 16世紀末頃の女性の服飾。右端の女性は紫地に白上げの辻が花染、右から3番目の授乳中の女性は片身替りの辻が花染の小袖を着用する。

本項日本の染織工芸（にほんのせんしょくこうげい）では、日本の伝統工芸品のうち、染織、すなわち「染め」と「織り」の分野に属するものについて、その技法、歴史等を概観する。なお、日本列島の地域で製作された染織工芸品のうち、琉球の染織とアイヌの染織については、それぞれが固有の歴史的・文化的背景をもつものであるため、本項では取り扱わない。
「染織」は、同じ読み方の「染色」とは意味が異なる。「染織」とは、字義どおりには「染め」と「織り」とを指すが、工芸分野における「染織」とは、染物、織物のほかに、編物、刺繡、アップリケ、パッチワーク、フェルトなどを含めた、繊維を用いて「ぬの」を作り、これを加飾する技術、およびそうした技術によって作られた製品を指すのが通例である。
弥生時代の吉野ヶ里遺跡には、染めた絹の遺品が存在する。日本茜、貝紫が確認されている。日本茜で染められた絹布は、大陸に献上されていた記述が魏志倭人伝に残っていることから、有史以前より日本独自の染織があったとみられる。
日本の染織工芸は、美術工芸の他の分野と同様、中国や朝鮮半島との交流があり、影響を強く受けているが、舶来品と、国産品には明確に違いがある。8世紀の正倉院裂（ぎれ）とこれにやや先行する法隆寺裂には、シルクロードで運ばれたオリエントの染織品、大陸の染織品も含まれるものの、国内で作られたものがほとんどである。意匠的には違オリエント、唐の影響が濃いが、違いは明確に存在している。唐の滅亡以降平安時代の染織は公家を中心に和風化を強めていく。その一方で、中国（宋、元、明）の織物は武家文化、殊に茶の文化において珍重され、中世末期以降は海外貿易によってヨーロッパの毛織物（ラシャ）やインドの木綿の染物（更紗）ももたらされた。近世には染織文化の担い手も公家、武家から町人、農民へと広がり、多彩な絵画的文様を染め上げた友禅染、舞台衣装である能装束、各地で生産された絹織物や木綿の染物など、多彩な染織品が生産された。特に身分の上下に関係なく着用された「小袖」は、近代の「着物」の原型となり、kimonoは日本の伝統衣装の代名詞として国際語になっている。近代以降は、生活の洋風化と、化学繊維、化学染料の普及により、伝統的な素材・技術による染織はかつての役割を終え、伝統工芸品、無形文化財としてその命脈を保っている。

## 素材
日本の伝統的染織工芸に主として使用された素材は絹、麻、木綿である。このうち、木綿が広く使用されるようになるのは、綿の栽培が普及する近世以降である。

### 糸と布
織物を総称して「布帛」（ふはく）といい、「布」は植物性の「ぬの」（特に麻布）、「帛」は絹織物を指すのが本来だが、以下、本項では煩雑を避けるためにいずれも「布」表記で統一する。染織品を指して「裂」（きれ）という用語も多用され、「名物裂」「正倉院裂」のように用いる。
人類は、植物性や動物性のさまざまな繊維から糸を作り、それを用いて、衣服、装飾品などの製品を作り出してきた。それは日本列島においても例外ではない。人々は蚕の繭から糸を引き出し、あるいは植物の茎や幹などの靭皮（じんぴ）繊維を引き裂いて繊維を取り出し、より合わせて糸を作ってきた。前者の作業を「紡（つむ）ぐ」、後者の作業を「績（う）む」と表現する。こうして紡いだり績んだりした糸は、そのままでは1本の線にすぎないが、これを機（はた）に掛けて、経糸（たていと）とし、これに緯糸（ぬきいと、よこいと）をからませて織り上げていくことによって、糸は布という二次元の「面」に変化する。この、糸を「線」から「面」に加工する作業が「織り」である。織物には、交差する経糸と緯糸とが1本ずつ交互に浮き沈みするだけの、もっとも単純な「平織」を基本に、織り方、素材、加飾方法などの違いにより、平絹（へいけん）、綾、繻子（しゅす）、錦、羅、紗、絽、金襴、緞子（どんす）、綸子（りんず）、縮緬など、さまざまな名称を持った布が作られる。織り上がった布は、その用途に合わせ、裁断し、縫い合わせ、色や模様を付けるなどの加工を施す。一方、植物や動物（虫）などから取った染料を用いて、糸や布に色付けをする作業が「染め」である。これにも、あらかじめ各種の色に染めた色糸を用いて織ることによって文様を表す方法（先染め）、これとは逆に、織り上がった布に色を付ける方法（後染め）など、さまざまな技法がある。布の加飾方法には「染め」以外にも刺繡、アップリケ、描絵（布面に直接絵を描く）、摺箔（金箔を貼り付ける）など、さまざまな技法がある。糸から布を作る方法にも「織る」以外に「編む」という方法があり、フェルトのように羊毛などの動物性繊維を圧着してからませる（縮絨）ことによって作る不織布もある。一般にはこうした技法も含め、繊維を素材とし、伝統的な素材・手法で製作する工芸品を染織工芸と称する。

### 経糸と緯糸
織物は経糸と緯糸から構成される。経糸とは、長さを揃えて織機に張る糸であり（この作業を「整経」という）、緯糸は経糸と90度の角度をなしてからんでいく糸である。織機にはさまざまな種類と構造があるが、基本的には経糸を巻き付けておく「千切」（ちきり）、織り上がった布を巻き取る「千巻」（ちまき）、経糸を上下させる「綜絖」（そうこう）、上下の経糸の間に緯糸を通す「杼」（ひ）、経糸を揃え、緯糸を打ち込む「筬」（おさ）などの部品からなる。緯糸は「よこいと」とも読むが、古くから「ぬきいと」と読まれてきた。『万葉集』の歌に「み吉野の青根が峰の苔むしろ誰か織るらむ縦緯（たてぬき）なくに」（1120番歌、作者未詳）とあり、『古今和歌集』の冬歌に「龍田川錦をりかく神な月しぐれの雨をたてぬきにして」（よみ人しらず）とあるのがその例示となる。

### 絹

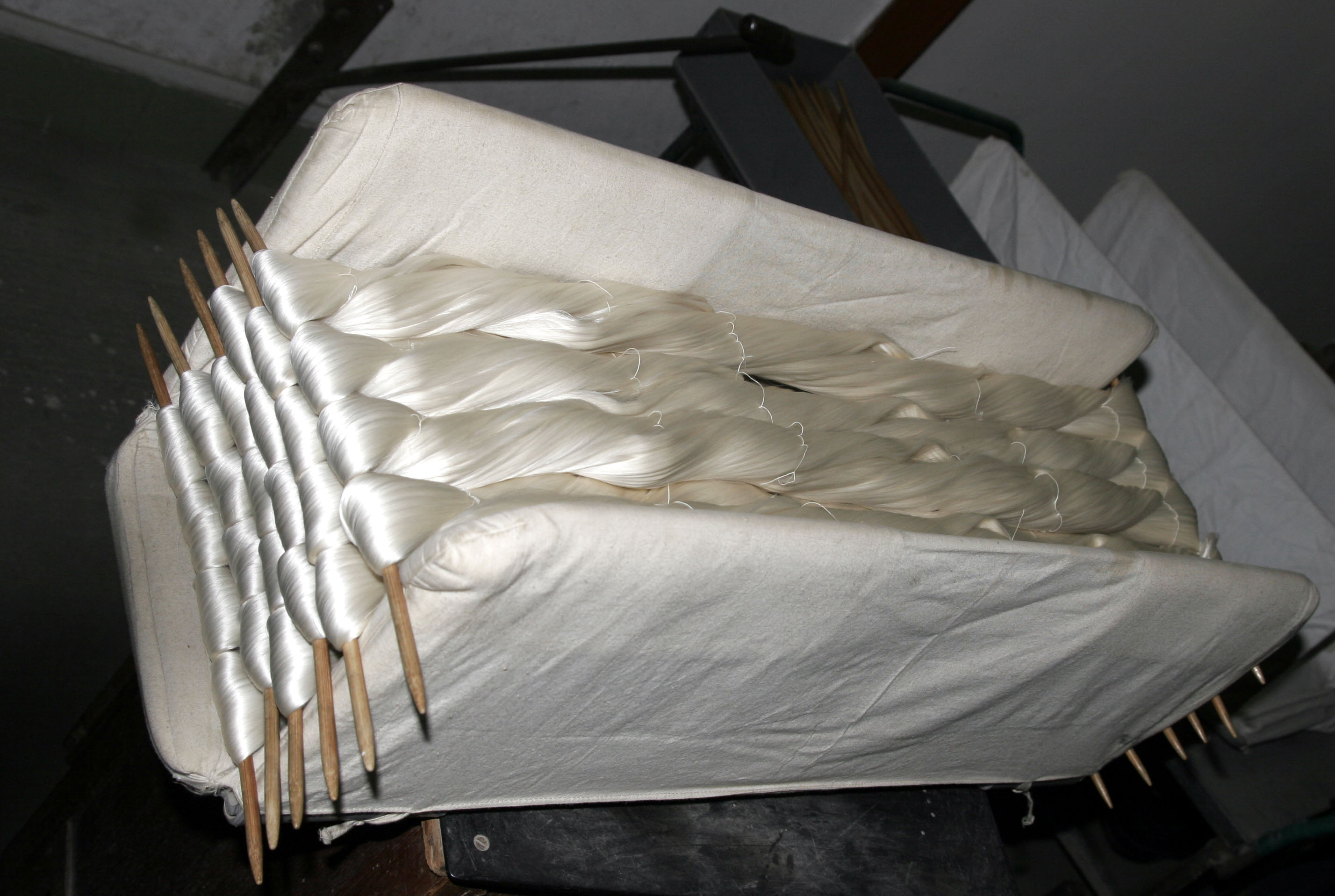
絹

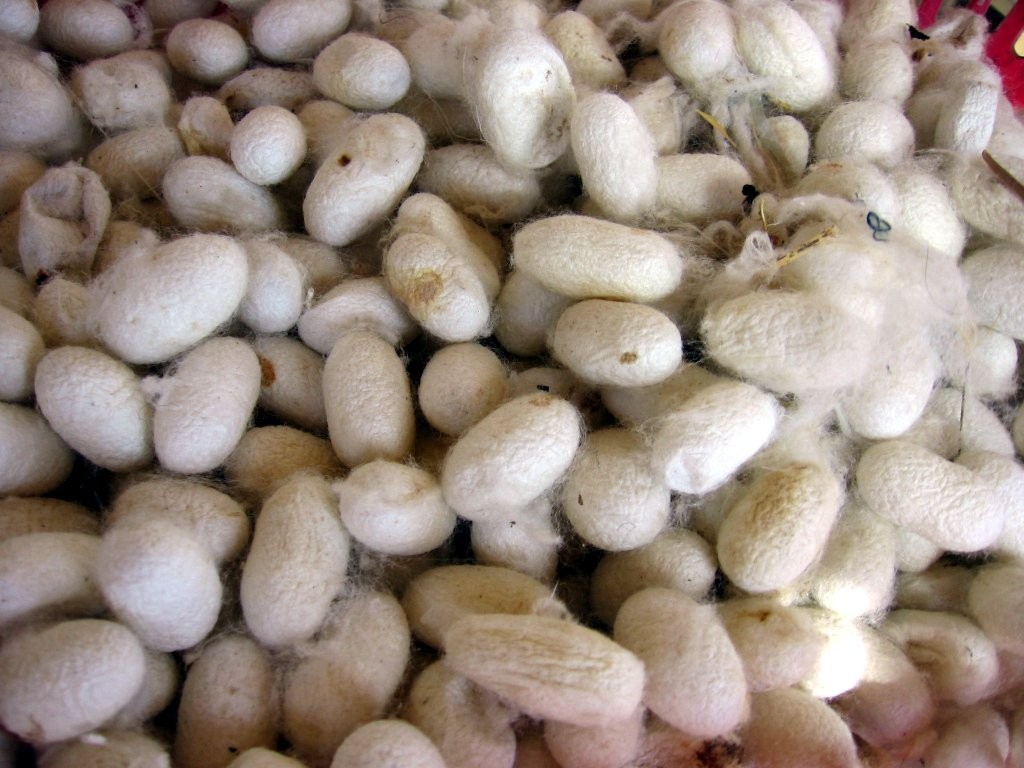
蚕の繭

絹は中国でその製法が発明されたもので、蚕（カイコガの幼虫）が作る繭から取り出される糸である。絹糸は古代中国の偉大な発明の一つで、すでに新石器時代の仰韶文化の遺跡から繭殻や紡錘車が出土しており、殷代の甲骨文字には「桑」「帛」などの文字がみられる。ローマ帝国からオリエント、中央アジア、中国を経て日本へと至る、東西の文化圏を結ぶ古代の交易路をシルクロード（絹の道）と呼ぶことに象徴されるように、絹は中国の主要な輸出品の一つであった。『魏志』「倭人伝」によれば、日本へは弥生時代には絹製品とその製法が伝来しており、高級な織物はもっぱら絹で作られた。織り上がると美しい光沢をもち、肌触りがよく、どのような染料にもよく染まる絹は、染織工芸には欠かせない素材である。植物繊維が植物の丈以上の長さがないのに比べ、絹は1本の糸が非常に長いことが特徴である。繭を湯で加熱して取り出した糸は、中心部がフィブロインという物質からなり、その周囲をセリシンという膠（にかわ）質が覆っている。生糸を灰汁（あく）などのアルカリ性の液体で煮沸してセリシンを除去する作業を「精錬」あるいは「練り」といい、精錬したものを練絹、精錬前のものを生絹（きぎぬ、すずし）という。精錬は製織後に行う場合もあり、糸の状態で行うこともある。精錬することによって、絹の光沢が増し、染料の吸着もよくなるとされている。

### 麻と木綿

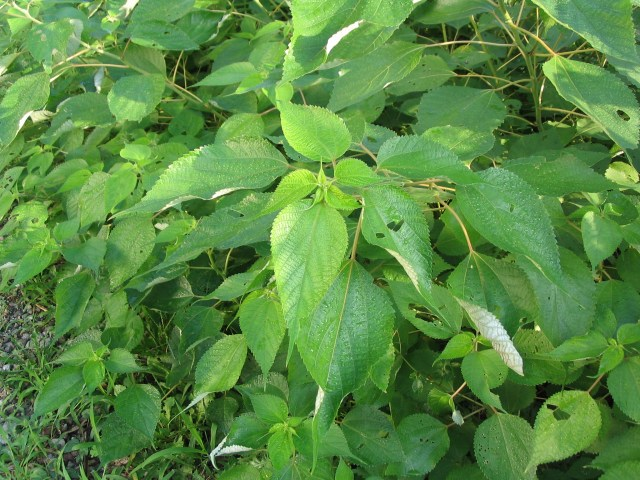
苧麻（カラムシ）

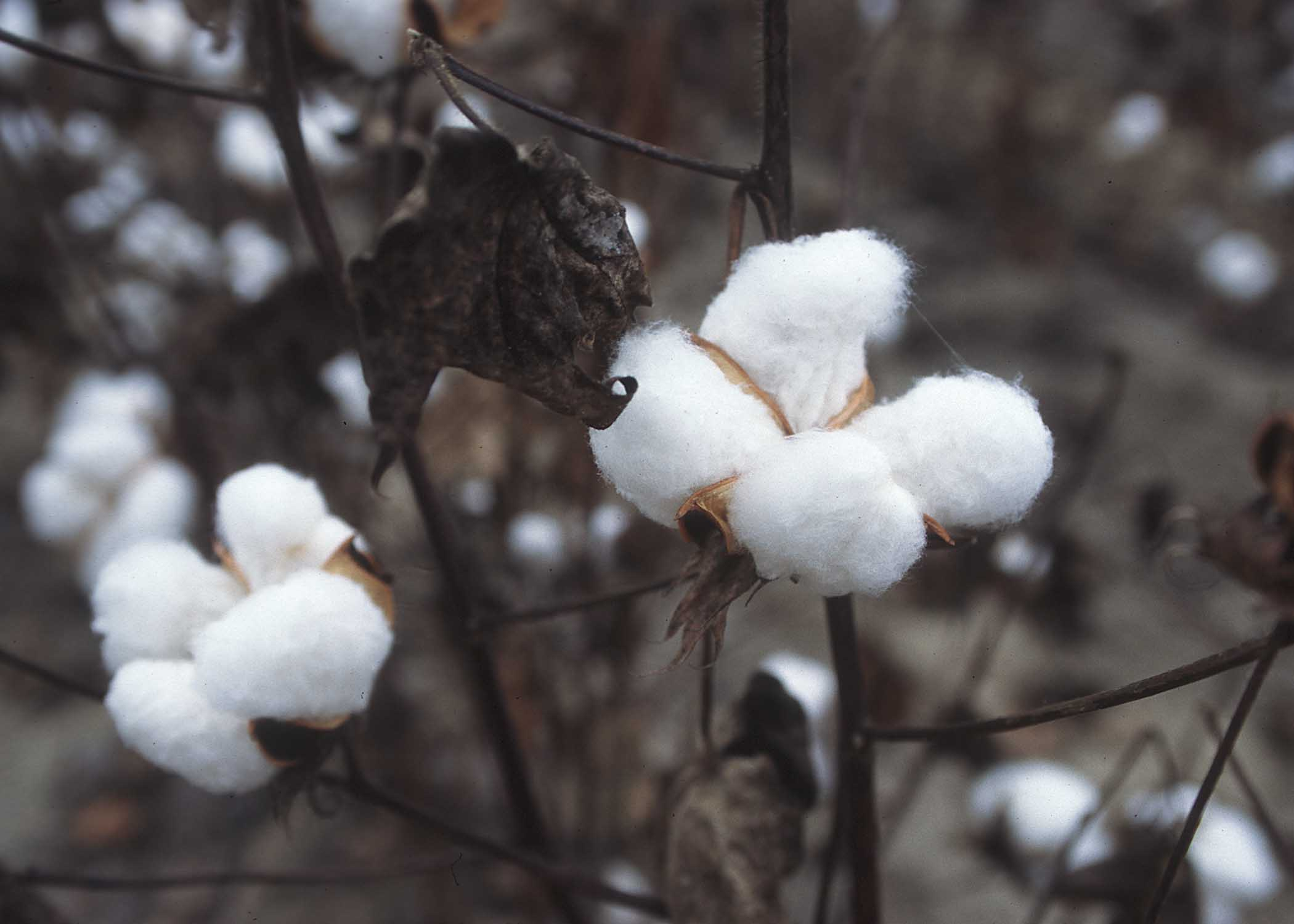
収穫期の綿

麻は、アサ科（かつてはクワ科とされていた）の大麻、イラクサ科の苧麻（ちょま）の茎から作られる靭皮（じんぴ）繊維で、主に庶民の衣服や夏用の薄手の衣服に用いられた。綿の実から取られる木綿は、インドでは古くから染物に使用されている素材で、近年の考古学上の発見から日本でも縄文時代から使用されていた事がわかっている。（以前は栽培されるようになったのは明応年間（1492 - 1500年）とされていた）近世以降各地で広く栽培されるようになった。木綿は庶民の衣料や浴衣、風呂敷などの素材として広く用いられた。

## 染料

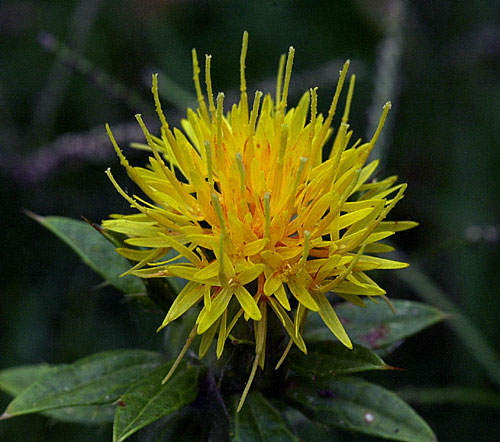
紅花

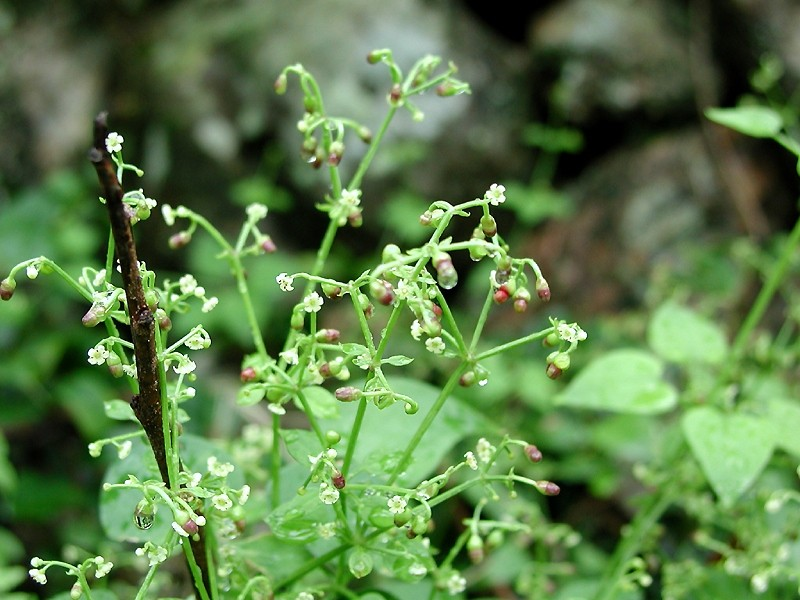
茜

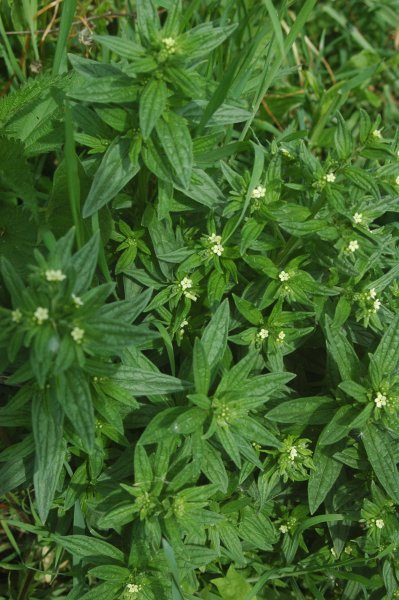
ムラサキ

近代以降は化学繊維・化学染料が主流となるが、近世以前の日本の伝統的染織工芸に用いられたのはすべて天然繊維・天然染料であった。日本の染織工芸では植物由来の染料が大半である。これらは特定の植物の花、葉、幹、根などから色素を抽出するものであるが、天然色素の大部分は、糸や布に色を定着させるために、灰汁（あく）、明礬（みょうばん）などの他の物質による化学変化を利用する必要があり、このような染色を助ける物質を媒染剤という。ただし、梔子（くちなし）のように媒染剤を必要としない染料もある。なお、布を白く染める染料は、存在し、特に古代の朝廷において絹の染色の土台として用いられた。その影響によって今もなお法隆寺宝物や正倉院の遺品は、色彩が保たれているのである。
赤系の天然染料は、紅花と茜（あかね）が代表的なものである。紅花（ベニバナ）はキク科の草本で、他の多くの植物染料が根や葉を利用するのと異なり、花の部分が染料になる。紅花の花には赤と黄の色素が含有されているため、赤色を出すためには水洗いして黄色の色素を流出させねばならない。紅を「くれない」とも訓ずるが、これは「呉の藍」の意である。茜は、アカネ科の草本で、根から赤の色素が抽出される。インド茜や六葉の西洋茜もあるが、日本産のものは四葉の日本茜であり、世界中の茜の中で唯一薬効があり、古代より海外へ輸出されていた。紅花の花と同様、茜の根にも赤と黄の色素が含まれるため、黄色の色素をあらかじめ流出させる必要がある。蘇芳は、マメ科植物のスオウの幹の中心部から抽出する染料で、媒染剤によって赤または紫に発色する。スオウは、日本には自生しない南方の植物であり、当然輸入品であった。他に、近世に用いられた猩々緋（しょうじょうひ）という鮮烈な赤色があるが、これはサボテンに寄生するカイガラムシから取られたコチニールという動物性色素で、海外貿易による輸入品であった。臙脂（えんじ）も赤ないし紫系の色名であるが、これは、紅のことを指す場合と、カイガラムシから採れるコチニールを指す場合があった。
青系色は、天然染料の場合は、もっぱら藍（インディゴ）である。藍は単一の植物の名前ではなく、さまざまな植物から作られる。藍による染色は世界各地の民族にみられ、インドではマメ科のインド藍、琉球ではキツネノマゴ科の琉球藍が用いられるが、日本で用いられるのはタデ科の蓼藍である。蓼藍の葉から色素を抽出する方法はいくつかある。生葉から抽出する方法もあるが、生葉染めができるのは真夏の時期の葉に限り、濃い藍色に染めることは望めない。灰汁などのアルカリ性の液体に藍葉を浸して沈澱させる沈澱法もあるが、日本で近世以後広く行われてきたのは「すくも法」である。その製造工程は複雑かつ長期間にわたるが、ごく簡潔に説明すると、まず蓼藍の葉をよく乾燥させ、その後、水を繰り返しかけて蒸らし、発酵させ、腐葉土のような状態にしたものを作る。これが「すくも」である。染料として使用する際にはこの「すくも」を、灰汁などのアルカリ性成分に日本酒などの糖分を混ぜた液体に浸けて発酵させるが、これを「藍を建てる」「発酵建て」と称する。天然の藍は、こうした長期間の重労働によって製造される。
紺は藍のもっとも濃く発色したものである。縹（はなだ）、浅葱（あさぎ）などは藍の濃淡によって生じる色で、萌黄（もえぎ）のような緑系の色は藍と黄色を掛け合わせることによって表した。
黄系の天然染料は数が多く、イネ科草本のカリヤス（刈安）のほか、キハダ（黄檗）、ウコン（鬱金）、クチナシ（梔子、支子）などから作られる。
紫色の色素として日本で主に使われるのは、ムラサキ科の紫草で、この根を湯に浸して抽出する。蘇芳と臙脂については赤系色の項で述べた。地中海沿岸地域では貝の内臓の色素を用いた貝紫がある。日本でも弥生時代の吉野ヶ里遺跡の染織品に残されている。また、江戸時代の木綿縞に痕跡がある。

## 先史時代の染織
日本列島で、人々が染織製品を作り始めた時期は明確にはわかっていない。金属製品、土器、石器などは長年土中に埋もれていても遺存するのに対し、有機物である染織品は材質脆弱で遺存しにくく、先史時代の染織製品について、実物からその歴史をたどっていくことは困難である。
日本列島では、織物に先行して編物が作られていたとみられる。縄文時代草創期 - 前期の遺跡である鳥浜貝塚（福井県）からは編物や縄の断片が出土しており、縄文時代前期 - 中期の三内丸山遺跡（青森県）からは編籠（通称「縄文ポシェット」）が出土した。縄文晩期の遺跡からは間接資料ではあるが、布目圧痕のある土器が出土しており、この時代には布製品が生産されていたことがわかる。この時代の織物はヤマフジ、クズ、シナノキなどの樹皮繊維や、苧麻（ちょま）、大麻、イラクサなどの草皮繊維を原材料として作られていたと思われる。
弥生時代前期の遺跡である有田遺跡（福岡県）出土の銅戈（どうか）に付着していた平絹片（へいけんへん）が日本最古の絹の遺物とされている。『日本書紀』には、仲哀天皇8年（199年）、秦の功満王が蚕種を献ったとある。『魏志』「倭人伝」によると、当時（3世紀）の倭国では麻を植え、養蚕を行っていたという。唐古遺跡（奈良県）、登呂遺跡（静岡県）など弥生時代の遺跡からは織機の部品と思われる木製品や錘（つむ）が出土しており、吉野ケ里遺跡（佐賀県）出土の甕棺からは絹製品の断片が検出されている。こうしたことから、弥生時代には日本列島で絹織物が生産されていたことは確かである。『魏志』「倭人伝」によると、景初3年（239年）、正始4年（243年）、泰始2年（266年）に倭から魏に斑布、倭錦、絳青縑、異文雑錦などを献上しているが、これらが具体的にどのような染織品であったかは判然としない。『書紀』によれば応神天皇20年（289年）に阿知使主（あちのおみ）父子が来朝し、大和檜隈で綾を織った。同天皇37年（306年）には呉の職工の呉織（くれはとり）、穴織（あなはとり）が移住したとあり、雄略天皇7年（462年）には百済の織工・定女那錦（じょうあんなこむ）が来朝し韓様錦を織ったという。このように、3世紀から5世紀頃の日本には、中国大陸や朝鮮半島から染織に関わる工人が渡来し、技術を伝えたことが窺える。古墳時代になると、銅鏡、刀剣などを包んでいた絹裂が各地の古墳から検出されているが、これらはいずれも断片であり、劣化が著しく、製作当初どのような製品であったかは判然としない。

## 上代の染織

### 時代の概観
日本の染織工芸史が、具体的な作品をともなって跡付けられるのは、7世紀後半以降である。日本は、6世紀半ばに朝鮮半島の百済経由で仏教を受け入れ、寺院や仏像、瓦などを造るための工人も百済から渡来した。このように、当時の日本文化は様々な面で中国や朝鮮半島の影響を受けており、その点では染織も例外ではない。隋・唐の絹織物などの染織品とその技術の輸入により、日本の染織工芸は飛躍的な発展をとげたと推測されている。
日本では、平安・鎌倉時代（9 - 14世紀）の染織の現存遺品が極めて乏しいのに対し、それより古い8世紀頃の染織遺品は比較的豊富に残っている。これは、法隆寺と東大寺（正倉院）にそれぞれ伝来した法隆寺裂、正倉院裂という一群の遺品が伝世しているためである。

### 正倉院裂
正倉院裂は、奈良・東大寺の倉である正倉院に伝来したもので、現在は宮内庁が管理している。ただし、一部の裂は明治時代に当時の帝国博物館に参考品として頒布され、現在東京国立博物館および京都国立博物館の所蔵となっている。法隆寺裂は奈良の法隆寺に伝来したもので、大部分は明治11年（1878年）、当時の皇室に献納され、現在は東京国立博物館の法隆寺宝物館に保管されている。法隆寺裂は、正倉院裂よりも点数は少ないが、正倉院裂より一時代古い飛鳥時代の裂を多く含む点で貴重である。この時代に属するものとしては、奈良・中宮寺の「天寿国繡帳」も著名である。この繡帳はごくわずかな断片が現存するにすぎないが、7世紀の刺繡作品として貴重である。京都・勧修寺に伝来した「刺繡釈迦説法図」（奈良国立博物館蔵）は唐からの渡来品と考えられている。奈良・當麻寺の「綴織当麻曼荼羅図」は中将姫が五色の蓮糸を用いて一夜で織り上げたとの伝説で名高いものであるが（実際は蓮糸ではなく絹糸の綴織）、こうした綴織の大作が日本では他にみられないことから、唐の製品と推定されている。
正倉院伝来の染織品は、正倉院裂と称され、現存するものは件数にして約5千件、点数としては、用途不明の断片なども含めると十数万点に及ぶ。技法的には錦、綾、羅などの織物、上代三纈（さんけち）と呼ばれる臈纈（ろうけち）、纐纈（こうけち）、夾纈（きょうけち）などの染物など、当時の日本で行われていた染織技法を網羅している。日本製のものと中国からの将来品が混在しているが、おおむね8世紀の製品である。このうち、墨書銘などから由緒・年代の明らかな遺品としては、天平勝宝4年（752年）の東大寺大仏開眼会（かいげんえ）の所用品と、天平勝宝9歳（757年）、聖武天皇の一周忌法要の所用品の2種類が数量的に他を圧している。前者は、開眼会当日に演じられた伎楽などの楽舞の装束があり、後者の聖武天皇一周忌関係では、荘厳具であった幡（ばん、はた）が大量に残っている。天平勝宝8歳（756年）、光明皇后が聖武天皇の七七忌に際し、東大寺大仏に聖武の遺愛品等を献納した際の東大寺献物帳（『国家珍宝帳』）記載の染織品の中では、綴織の袈裟、臈纈と夾纈の屏風の一部などが現存している。正倉院の染織品は、その点数の多さ、技法の多彩さと優秀さに加え、製作時期と由緒伝来が明確である点も学術的に貴重である。
以下、法隆寺裂や正倉院裂に使用されている主な染織技法について略説する。

### 錦
正倉院をはじめとする上代の織物は錦と綾に代表される。「錦」および「綾」の語義は必ずしも一義的ではないが、上代染織品の場合、錦とは、先染めした多色の色糸を用いて文様を表した絹織物を指し、綾とは単色、後染めで、地組織の違いによって文様を織り出した絹織物を指すのが原則である。錦は経錦（たてにしき）、緯錦（ぬきにしき）、浮文錦に大別される。

### 経錦
多色の経糸と単色の緯糸を用いた錦。複数色（3色程度）の経糸を一組とし、このうちいずれかの色糸を浮かせ、他の色糸を沈めることによって地と文様とを表す。緯糸には母緯（おもぬき）と陰緯（かげぬき）の2種類がある複様組織である。母緯とは、経糸とともに地を構成するための糸であり、陰緯とは、例えば3色の経糸を用いた経錦の場合は、3色のうちの1色のみを表面に出し、他の2本の経糸を沈める役割をする糸である。なお、母緯と陰緯については、それぞれ「地緯」「文緯」と呼ぶべきであり、「陰緯」という呼称は不適切だとする研究者もいる。技術的な制約から、使用する色数や文様単位の大きさには限界があり、色数は3色程度が普通である。中国では、漢、南北朝、隋を経て初唐頃まで行われたが、以後は緯錦に取って代わられ、製作されなくなった。日本では正倉院より一時代古い法隆寺裂の中にみられ、蜀江錦と呼ばれる裂がこれにあたる。

### 緯錦

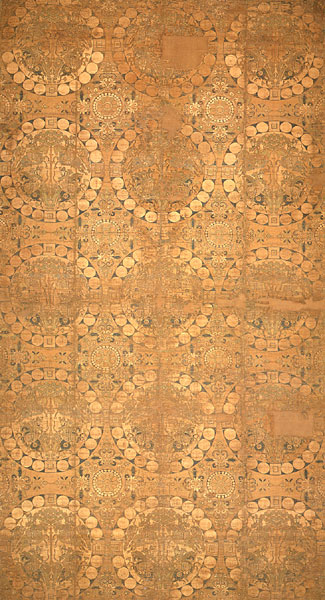
四騎獅子狩文錦（緯錦）法隆寺蔵 唐時代

多色の緯糸と単色の経糸を用いた錦。多色の緯糸を一組とし、このうちいずれかの糸を浮かせ、他を沈めることによって地と文様とを表す。緯錦では、経糸に母経（おもだて）と陰経（かげだて）の2種類が用いられる。母経は緯糸とともに地を構成するための糸であり、陰経は、緯糸のうちの1色のみを表面に出し、他の糸を沈める役割をする糸である。経錦が整経の段階で色数が決まってしまうのに対し、緯錦では製織の過程で多彩な色糸を用いることが可能であり、大型の文様も織れることから、盛唐期以降の中国では経錦に代わって織られるようになった。法隆寺裂には緯錦はみられない。正倉院裂には経錦もみられるが、緯錦の方が主になっている。琵琶袋の裂で、唐からの将来品と考えられている「縹地大唐花文錦」（はなだじだいからはなもんのにしき、正倉院宝物）、錦張りの肘掛である「紫地鳳形錦御軾」（むらさきじおおとりがたにしきのおんしょく、正倉院宝物）などが代表作である。

### 浮文錦
緯糸で文様を表すが、緯錦とは異なり、地を経糸で表し、複数の色糸からなる緯糸を任意に浮かすことによって文様を表す。地が平地のものと綾地のものがあり、前者が年代的には古い。

### 綾
織物の三原組織（さんげんそしき）の一つとしての「綾織」は「斜文織」と同義で、平織のように経糸と緯糸が1本ずつ浮き沈みを繰り返すのではなく、2越し浮いては1越し沈むという形を繰り返すものである。これにより、経糸または緯糸の「浮き」が帛面に斜めに連続して現れる。しかし、上代裂の名称の「綾」はこれとは若干意味合いが異なり、後染め、単色の紋織物であって、地と文とを異なる組織で表したものを総称して「綾」と言っている。この場合、必ずしも地と文の両方が綾織（綾地綾文綾）とは限らず、平地に綾で文を表したもの（平地綾文綾）も「綾」と称している。年代的にみると、法隆寺裂には平地綾が多いが、正倉院裂では綾地綾が主体になっている。

### 羅
綟り織（もじりおり）あるいは絡み織（からみおり）と呼ばれる薄物の絹織物の一種。経糸が隣り合う経糸と互いに搦み合い、網状の組織を作るものである。製織に労力と熟練を要する高級織物である。中宮寺の天寿国繡帳は羅の地の上に刺繡を施している。

### 纐纈
絞り染の一種で、糸で括（くく）り防染することで文様を白抜きに表す。そのもっとも単純なものは目結文（めゆいもん）と呼ばれるもので、布面を小さくつまんで糸で括り、染液に浸すと、括られた部分が防染され、鹿の子状の文様が現れる。正倉院宝物には纐纈で縞状の文様を表した袍がある。正倉院裂の纐纈には複雑な文様を表したものはなく、裏地などの目立たない部分に用いられた例が多い。上代の三纈のうちでは、平安時代以降も引き続き行われた唯一のものである。

### 臈纈

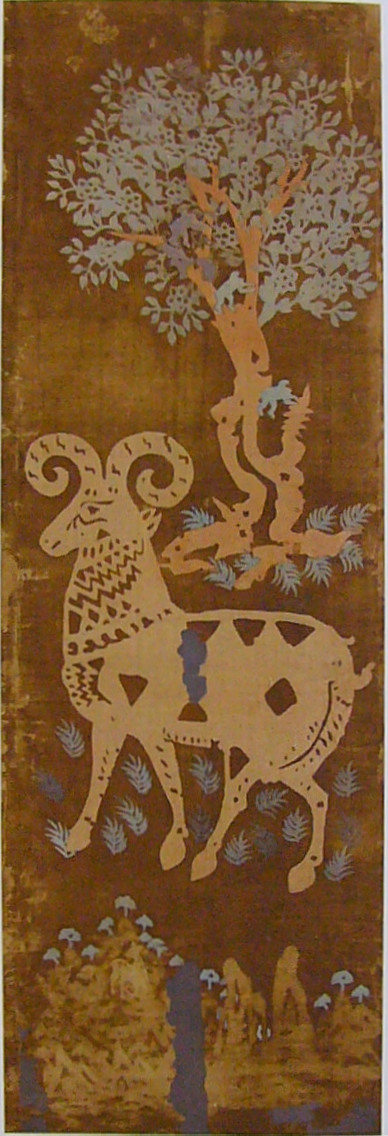
臈纈羊木屏風 正倉院宝物 8世紀

現代の「ろうけつ染」と同じ原理の蝋防染の染物である。各種の文様を表した版型に蝋を塗り、これを布面に押捺してから染液に浸すと、蝋の付着した部分のみが防染されて文様となる。型には木型のほか金属の型も用いられたとみられ、大きな文様の場合は筆で蝋を置くこともあった。正倉院の「象木臈纈屏風」「羊木臈纈屏風」などが典型的作例である。唐からの蜜蝋の輸入が止まったこともあって、平安時代にはこの技法は衰退し、やがて全く行われなくなった。近世の友禅染や型染では防染のために使われたのは蝋ではなく米糊であり、蝋による防染が再び行われるようになるのは明治以降である。

### 夾纈
「夾」は「挟む」という意味で、文様を彫った2枚の板の間に布を挟み込んで染液に漬ける、板締め染である。正倉院宝物の夾纈には、「紺地花樹双鳥文様夾纈絁」（ - きょうけちあしぎぬ）のように、多色の複雑な文様を表したものがある。近世の友禅染のような引き染とは異なり、この時代の染色は、浸け染であった。したがって、複数の色を染めるためには、布を何度も染液に浸す必要があり、多色の複雑な文様をずれや滲みもなく染める技法は長年謎とされていたが、1970年代になって、インドのアーメダバードで板締め染に使用する板の実物が発見されたことで、夾纈の製法がほぼ解明された。アーメダバードの文様板では、異なった色に染める部分がそれぞれ輪郭線で区画されて、隣の区画と色が混じらないようになっている。各区画には染料が流れ込むための穴があいており、防染する場合にはこの穴を栓でふさいで、その区画には染料が流れ込まないようにした。正倉院の夾纈もこのような板を用いて染められたと推定されている。夾纈には左右対称形の文様を表すものが多く、布を2つ折にして板に挟み、染めたことが明らかである。

### その他
このほか正倉院には、「摺染」あるいは「摺絵」という、より簡便な技法を用いた作品もある。これは、木の版型に柿渋などの染料を塗り、布を直接押し付けて染めたものとみられ、屏風を収納する袋などに用いられている。このほか、正倉院裂には綴織、刺繡、組紐、編物など各種の染織技法が用いられ、羊毛を用いた氈（せん）という技法を用いた作品もある。氈は各種の色に染めた羊毛を文様の形に配置し、水を掛けながら固めていく技法（縮絨という）によるもので、日本に羊毛を産しないことから輸入品であることが明らかである。このように、奈良時代には、日本の染織技法の大半が出揃っており、その技術や美術性も高いものであった。

## 平安・鎌倉時代の染織

### 時代の概観
前述のように、飛鳥・奈良時代の染織遺品が法隆寺裂・正倉院裂という形で比較的豊富に残っているのに対し、平安時代から鎌倉時代の染織は現存する作品がきわめて乏しく、実物の遺品からその歴史を跡付けることは困難である。現存遺品が乏しい理由の一つには、10年以上続いた応仁の乱（1467 - 1477年）のため、京都の町の大半が焼け野原となり、蔵などに保管されていた染織品が焼失したということもある。
平安時代、身分の高い男子の正装は束帯、女子の正装は十二単と通称される裳唐衣装束（もからぎぬしょうぞく）であったが、こうした装束の平安時代にさかのぼる実物遺品は残っていない。平安時代に属する実物遺品としては、甲冑に使用されている色糸や染韋（そめかわ）、平泉の中尊寺金色堂の須弥壇下の棺に納置されていた白平絹の衣類、厳島神社の古神宝のうちの錦半臂（にしきのはんぴ）、神護寺に伝わった経帙（きょうちつ）といった、やや特殊な遺品になる。このうち経帙は経巻を何巻かまとめて包んで収納するためのもので、細い竹ひごを絹の色糸で編み、錦の縁と綾の裏を付けたもので、神護寺に残るものだけで202枚あり（他に寺外に流出したものもある）、平安時代の染色を知るうえで貴重な遺品である。

### 束帯
この時代、男子の正装は前述した束帯姿である。体に近い方から単（ひとえ）、衵（あこめ）、下襲（したがさね）、半臂（はんぴ）、袍（ほう）を着し、下半身には大口の上に表袴（うえのはかま）を穿き、足には襪（しとうず）を穿き、石帯（せきたい）を付け、頭には冠を被り、腰に太刀を佩き、手には笏を持つのが正装であった。袍は位階や年齢によって使用する色に細かい決まりがあった。半臂は袖なしの衣で、省略される場合もあった、下襲は背後に長く裾（きょ）を引くのが特色で、歩くときは供の者に裾を持たせることもあった。石帯は革製のベルト、襪は足指のない足袋である。束帯の大口と表袴を指貫（さしぬき）に代えたものを布袴姿（ほうこすがた）、さらに袍を直衣（のうし）に代えたものを直衣布袴姿といった。指貫は、裾を括り緒で括った、ゆったりとした袴である。束帯はあらたまった礼装であり、通常は衣冠や直衣が用いられることが多かった。衣冠は束帯の半臂、下襲、衵、襪、石帯を略したもので、長く裾を引く下襲を用いず、石帯の代わりに共布の紐を用い、大口と表袴の代わりに指貫を用いた。衣冠の袍を直衣に代えたものが直衣姿である。普段着としては狩衣があった。

### 裳唐衣装束

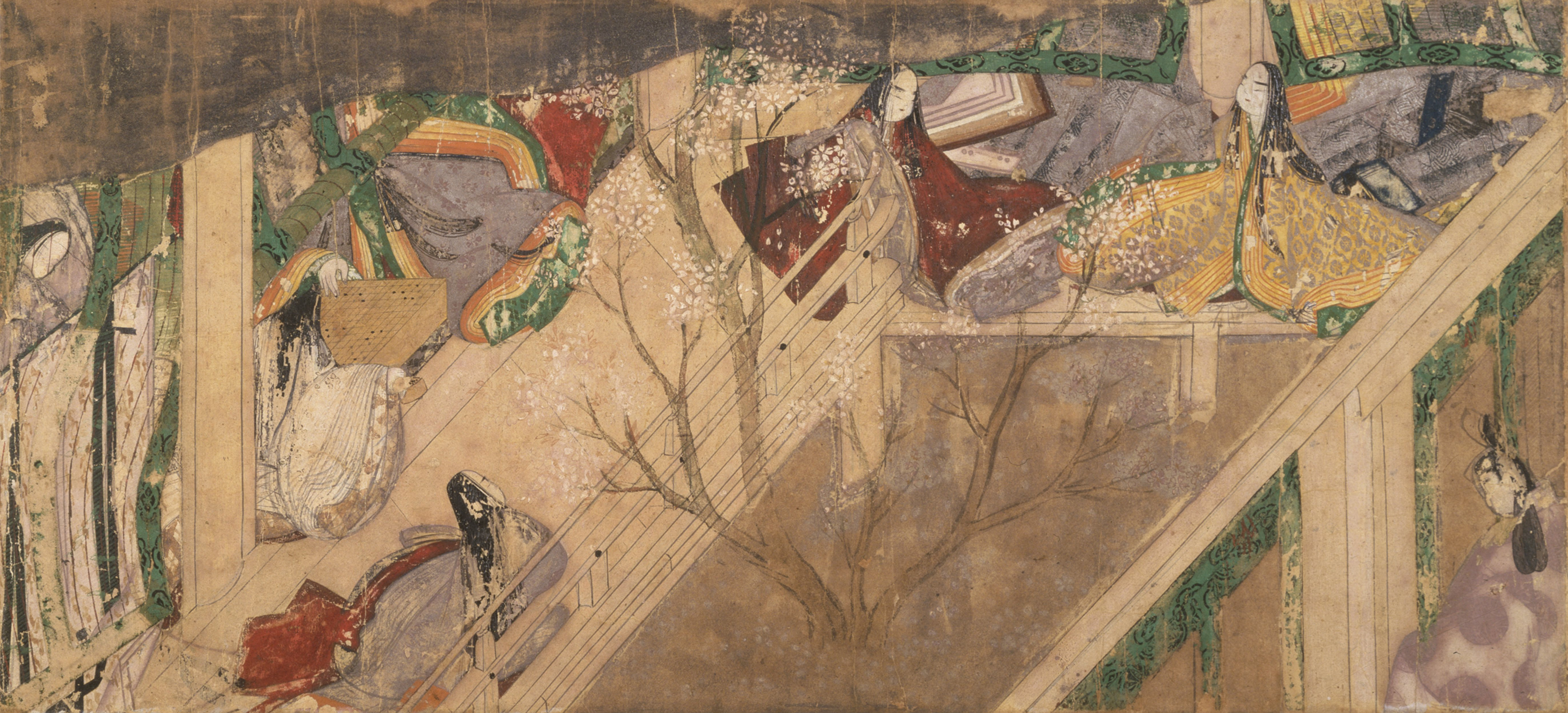
源氏物語絵巻のうち「竹河」徳川美術館蔵 12世紀　右手の2人の女房は裳唐衣装束の正装。室内で碁を打つ大君と中の君はそれより略装に描かれている。身分の高い者ほど略装が許容された。

女子の正装は十二単と通称される裳唐衣装束で、唐衣、裳、表着（うわぎ）、打衣（うちぎぬ）、袿（うちき）、単、緋袴（ひのはかま）を着した。裳はスカートの後半分だけが残ったような形の装飾的な衣装である。袿は5枚ほどを重ね着し、五衣（いつつぎぬ）ともいった。略装では唐衣と裳を略し、代わりに小袿や細長を着た。このような重ね着では、一番上に着るもの以外の衣服は、袖口、襟元、裾などのごく一部が見えるだけであった。重ねて着たときに、内側の着衣の色が裾などから見えるようにするため、体に近い内側に着る衣服をもっとも長く仕立て、その上に重ねる衣服は少しずつ仕立てを短くし、こうして、それぞれの着衣の色の重なり合いを見せるようにした。以上のような衣装の平安時代の実物は残っておらず、『源氏物語』などの文学作品や、『源氏物語絵巻』、『扇面法華経冊子』の下絵などの絵画資料から窺うほかない。
平安時代の高貴な女性は、みだりに人前に素顔をさらすことはなく、男性は御簾の裾などからわずかに覗く女性の着衣の色から、女性の趣味や人柄を推し量った。このような状況であったから、この時代の染織は織物が主体となり、前代にみられたような華麗な文様染めは衰退した。三纈のうちの臈纈と夾纈の技法は全く廃れて、纐纈（絞り染）技法がわずかに存続するのみとなった。

### 有職織物

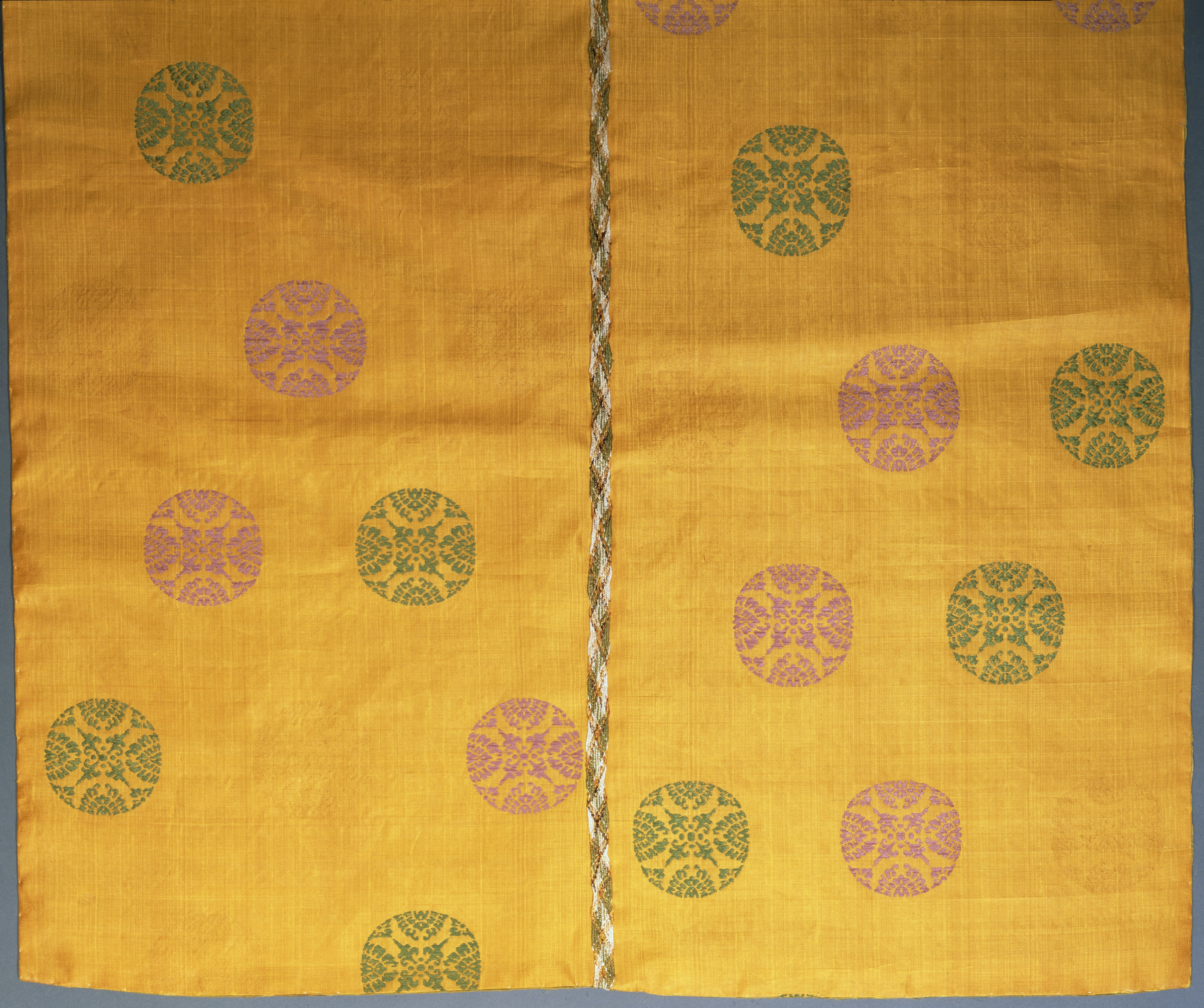
衾 黄地浮線綾丸文唐織物 京都国立博物館蔵（旧阿須賀神社古神宝類のうち）室町時代

この時代に作られた染織品に有職織物がある。有職織物とは、和様化、定型化した文様を表す公家様式の織物を指す用語として後世に名付けられたものである。こうした織物の技法としては浮織、固地綾（かたじあや）、二陪織（ふたえおり）などがある。浮織とは文様部分の糸を浮かせた織物のことだが、有職織物の浮織とは、地を経三枚綾、文様を地と異なる色の緯糸（絵緯、紋緯）で表したものを指す。これに対し固地綾とは、地、文様ともに綾組織で表したもので、地を経の三枚綾、文様を緯の六枚綾とする。二陪織は、二重織とも書き、綾組織で地文を表した布に縫取織（文様を表す緯糸が織幅一杯に渡らず、文様部分のみを往復するもので、文様が刺繡のように立体的にみえる。）で主文となる別の文様を表したものである。これらの織物の平安・鎌倉時代の実物はほとんど残っておらず、わずかに残っているのは神社の神宝として伝えられたもの、すなわち実用品ではなく神服として作られたものである。鶴岡八幡宮に古神宝として伝わる5領の袿は鎌倉時代の作で、この種の遺品として最古のものである。こうした公家の装束や調度品に付けられた、定型化した文様を有職文様といい、桐竹鳳凰文、窠に霰文（かにあられもん）、小葵文、浮線綾文（ふせんりょうもん）などがある。
律令制の形骸化とともに官営の織物工房であった織部司の業務独占が崩れていった。13世紀半ばの寛元4年（1246年）には織部町が火災に遭い、織部司は衰退して、織物生産は官業から民業へ大きく方向転換した。

## 室町・桃山時代の染織

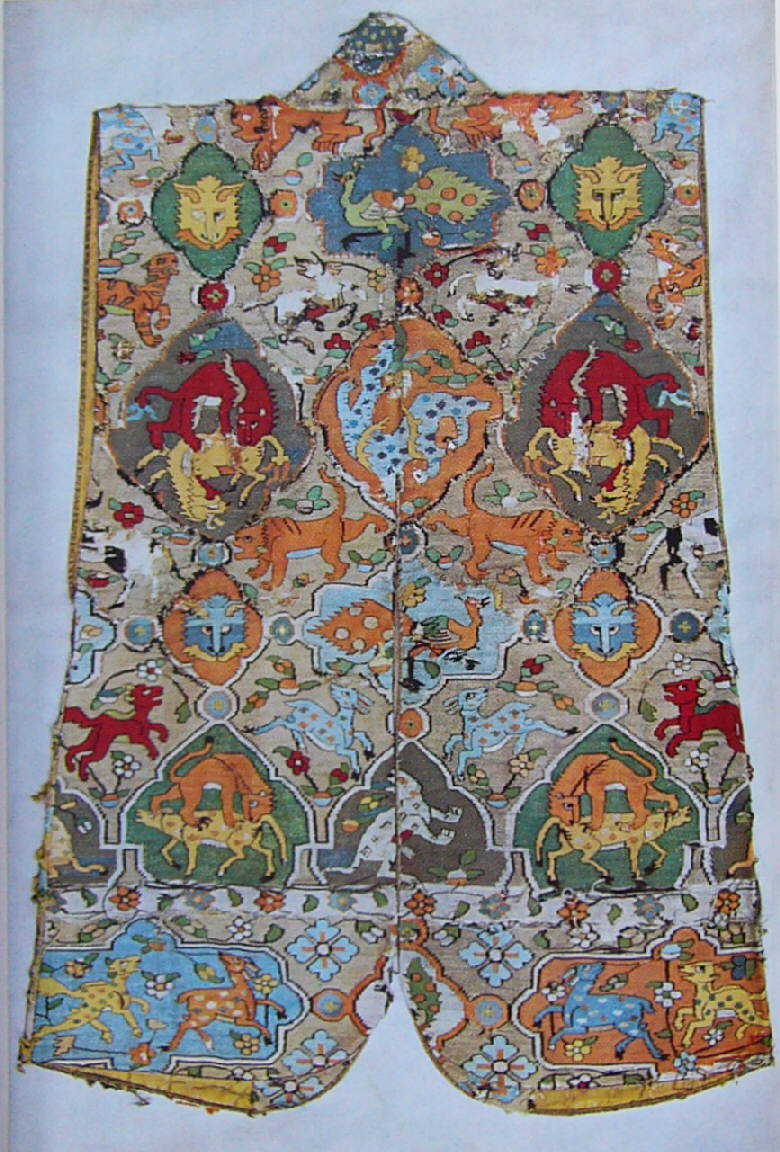
鳥獣文様綴織陣羽織（豊臣秀吉所用）高台寺蔵 輸入品のペルシャ製の生地で仕立てられている。

### 名物裂と西陣織
10年以上続いた応仁の乱（1467 - 1477年）によって、京都の町の大半が焼け、由緒ある寺社の建物などとともに、火に弱い染織工芸品の多くも地上から姿を消してしまった。このことは反面、近世に向けて新たな染織工芸を生み出すきっかけともなった。15世紀以降、明との勘合貿易により、金襴、緞子（どんす）、印金などの日本にはない技術や素材を駆使した裂が輸入された。こうした外来の裂は茶人や商人らによって珍重され、茶道具を包む仕覆（しふく）や、掛物の表装に用いられて愛用された。こうした外来の染織品を総称して「名物裂」といい、愛用したとされる人物の名をとって「角倉金襴」（すみのくらきんらん）、「珠光緞子」（じゅこうどんす）などと呼称されている。応仁の乱によって、京都の織物産業は一時期途絶えたが、16世紀になると、戦乱を避けて堺など各地へ散っていた職人が徐々に戻り、織物業が再開された。かつて、応仁の乱で西軍の本陣があった地区で織物業が復興したことから、京都の織物は西陣織と称されるようになった。

### 小袖
16世紀になると、ようやく現存する染織品の数も増えてくる。この時代の特色の一つは、従来、下着の地位にあった小袖が上着として表面に出てくるようになったことである。元は上層階級の下着であった小袖は、鎌倉時代以降、武家の台頭と服装の簡素化に伴って、徐々に上着として着られるようになり、応仁の乱あたりを境にして、階層や男女を問わず広く着用される一般的な衣服となった。小袖とは広袖に対する言葉で、袖口を広く開けずに狭く仕立ててあるものの意である。平安時代の女房装束では、袖口や裾からこぼれる衣の重なり合った色彩の美しさを競ったが、小袖が表に着られるようになると、小袖そのものの文様が重視され、小袖の特に背面が1枚の画面となって、ここにさまざまな技法でさまざまな図柄が表されるようになった。小袖は現代にまで通じる、日本の「着物」のルーツでもある。桃山時代の小袖には片身替り、段替り、肩裾などの大胆な模様が採用された。

### 辻が花と能装束

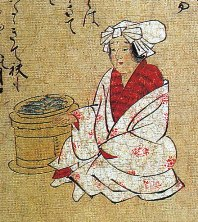
三十二番職人歌合（サントリー美術館蔵）のうち桂女 白の表着は今日でいう辻が花ではなく、麻地の絞り染めとみられる。

16世紀半ば、室町時代末期あたりから、日本の染織工芸は海外の染織品の影響を受けて、その素材や技法を多様化させていく。中国から輸入された刺繡作品の刺激を受けて、日本でも小袖などに精巧な刺繡が施されるようになり、刺繡と金箔を併用した縫箔（ぬいはく）という加飾法も現れた。室町時代末期からは「辻が花」と呼ばれる一連の染物が登場する。辻が花は縫い締め防染による染めを中心にしたもので、室町時代末期から江戸時代初期に至る短期間に隆盛して姿を消し、現存遺品が少ないこともあって、「幻の染物」ともいわれている。戦国時代から桃山時代にかけては、武将も服飾文化の重要な担い手であった。織田信長、豊臣秀吉、上杉謙信といった武将の着用した陣羽織や胴服には自らの個性と存在をアピールする大胆奇抜な衣装や色彩が採用され、ヨーロッパ渡来のラシャ（羅紗）の裂も使用された。日本の染織の歴史には長年登場しなかった綿花が栽培され普及するようになるのもこの時代である。日本で綿の栽培が始まったのは明応年間（1492 - 1500年）とされ、江戸時代中期以降には日本各地に木綿を素材とした織物が普及し、絞り染、型染、絣（かすり）などの製品が作られ、日本染織の重要な分野となる。この時代から発達した分野で重要なものの一つに能装束がある。能装束は、当初は一般の小袖などと大差のないものであり、大名が自らの着ていた小袖を脱いで能役者に与える等のことも行われたが、桃山時代から江戸時代には芸能衣装・舞台衣装として独自の発達を遂げた。
現存する辻ヶ花の中でも、家康の遺品は質・量共に他を圧倒しており、『慶長板坂卜斎記』にも家康が家臣へ数多くの小袖（年間に9から14・15領）を下賜した結果、天正末から文禄に掛けて小袖が天下に広まったとして、日本衣装が結構な事は家康に始まるとして、日本建築が結構な事は秀吉に始まると対比させている。

#### 辻が花染

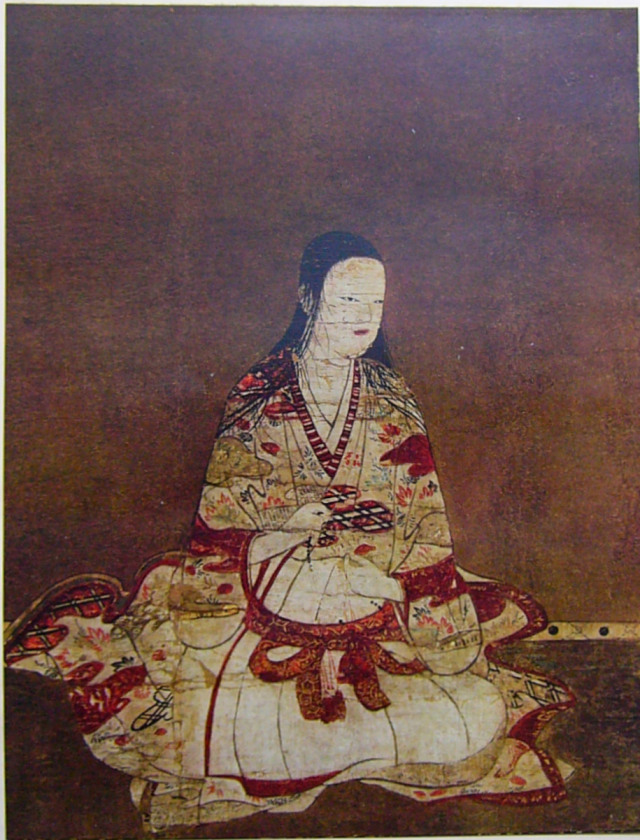
婦人像 大和文華館蔵16世紀 像主は白地に紅葉、斜格子文などを表した辻が花染の小袖を着用している。

近世初期を代表する染織品が辻が花である。室町時代末頃から江戸時代初期の比較的短期間に作られ、その後途絶えており、現存作品数は断片を含めても300点足らずである。こうしたことから、「幻の染物」と称されている。辻が花は縫い締め絞りを主体として、これに描絵、刺繡、摺箔などの加飾を加えたもので、地はこの時代の特有の練貫地を多く用い、製品の種別としては小袖と胴服が大部分である。「辻が花」という言葉の語源ははっきりしない。14世紀末から15世紀初めの成立とされる絵巻『三十二番職人歌合』には、「桂女」の詠歌として「春かぜに わかゆ（若鮎）の桶をいただきに たもともつじが はなををるかな」とあり、これが「つじがはな」の語の初見とされている。この絵巻に描かれた桂女は、上着の長い袖を折り返して着用しているように見え、これが「つじがはなを折る」を図示したものとも言われている。このように「つじがはな」という言葉自体は室町時代から存在したが、その語源ははっきりせず、染色技法の名称としての「辻が花」も今日とは意味合いが異なっていた。1603年頃の編纂である『日葡辞書』の「つじがはな」の項によると、当時「つじがはな」と呼ばれていたのは麻で織った帷子の類であり、「辻が花」が前述のような縫い締め絞りの製品を指すようになったのは明治時代のことである。

#### 能装束

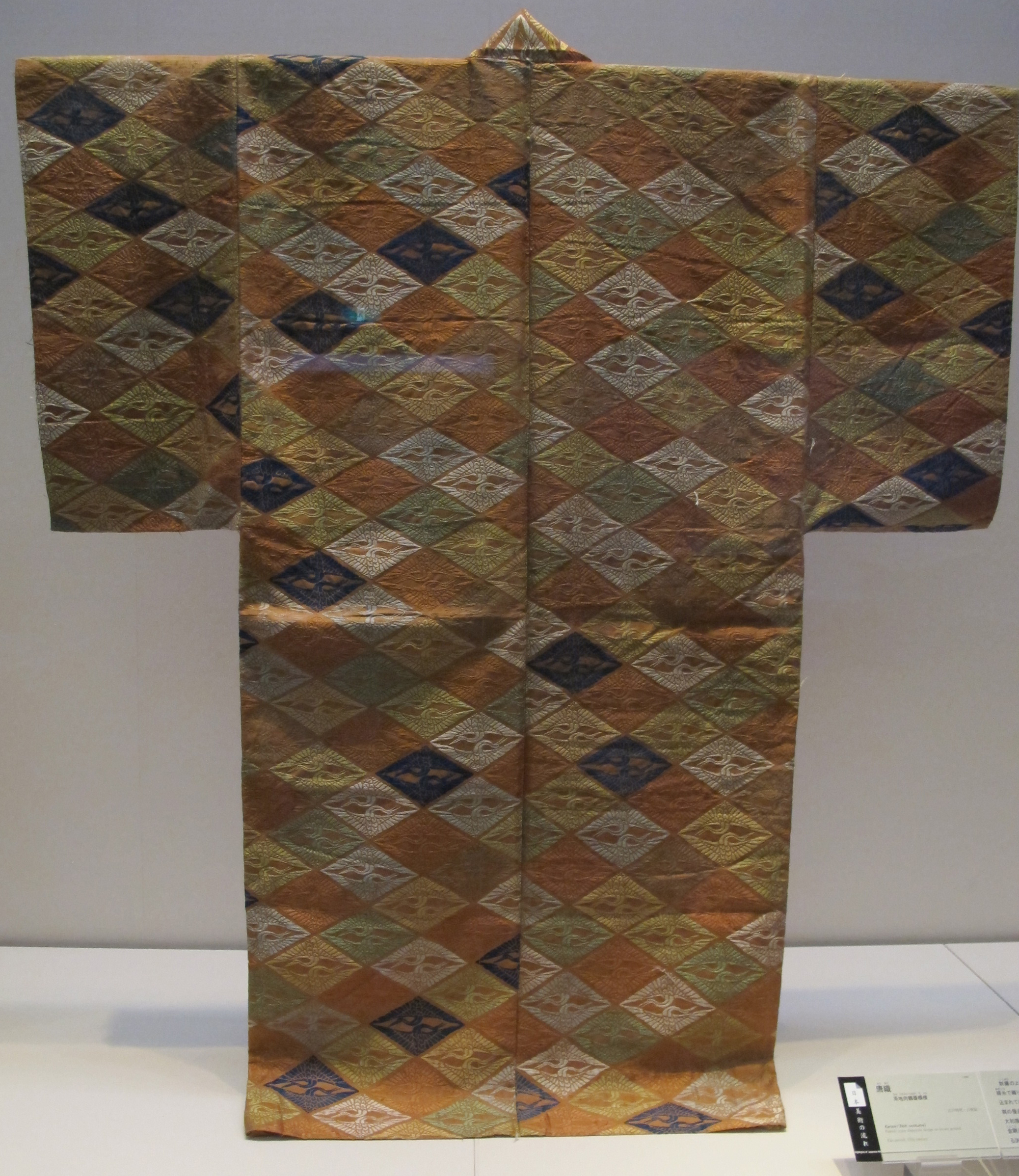
茶地向鶴菱文様唐織（能装束） 東京国立博物館蔵 17世紀

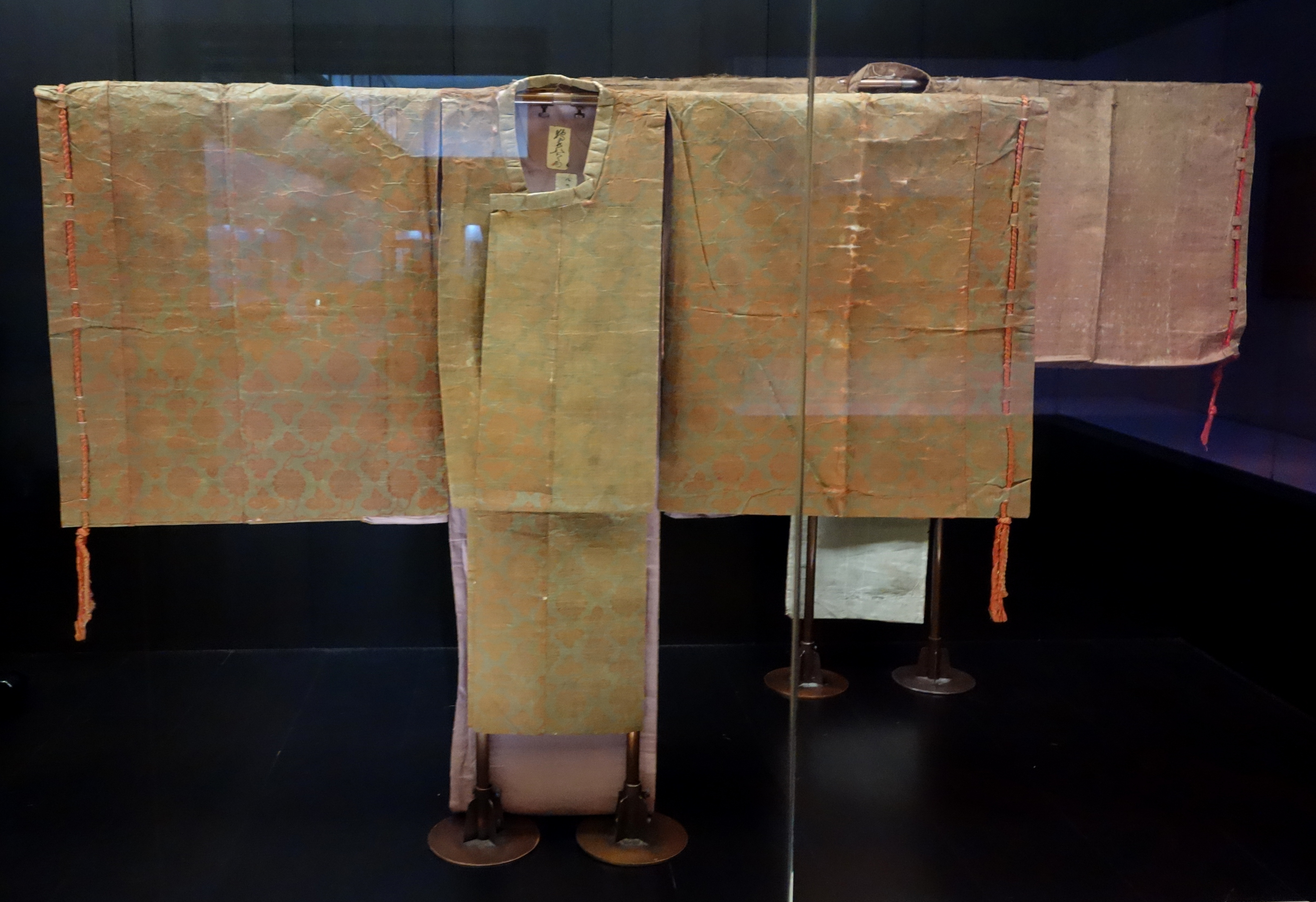
緑地菊唐草文様狩衣（能装束）東京国立博物館蔵 18世紀

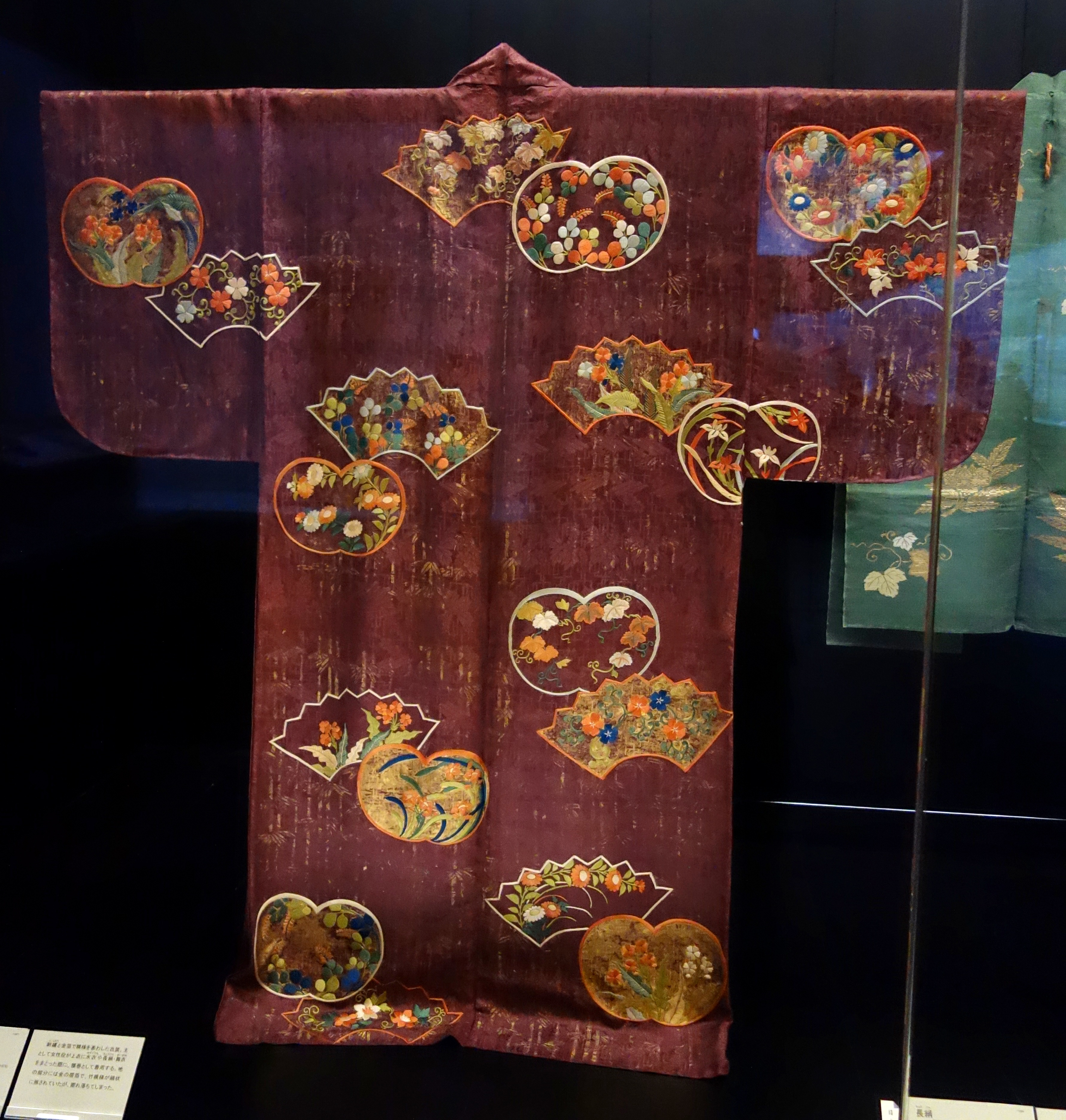
紫地竹地紙文様縫箔（能装束）東京国立博物館蔵 18世紀

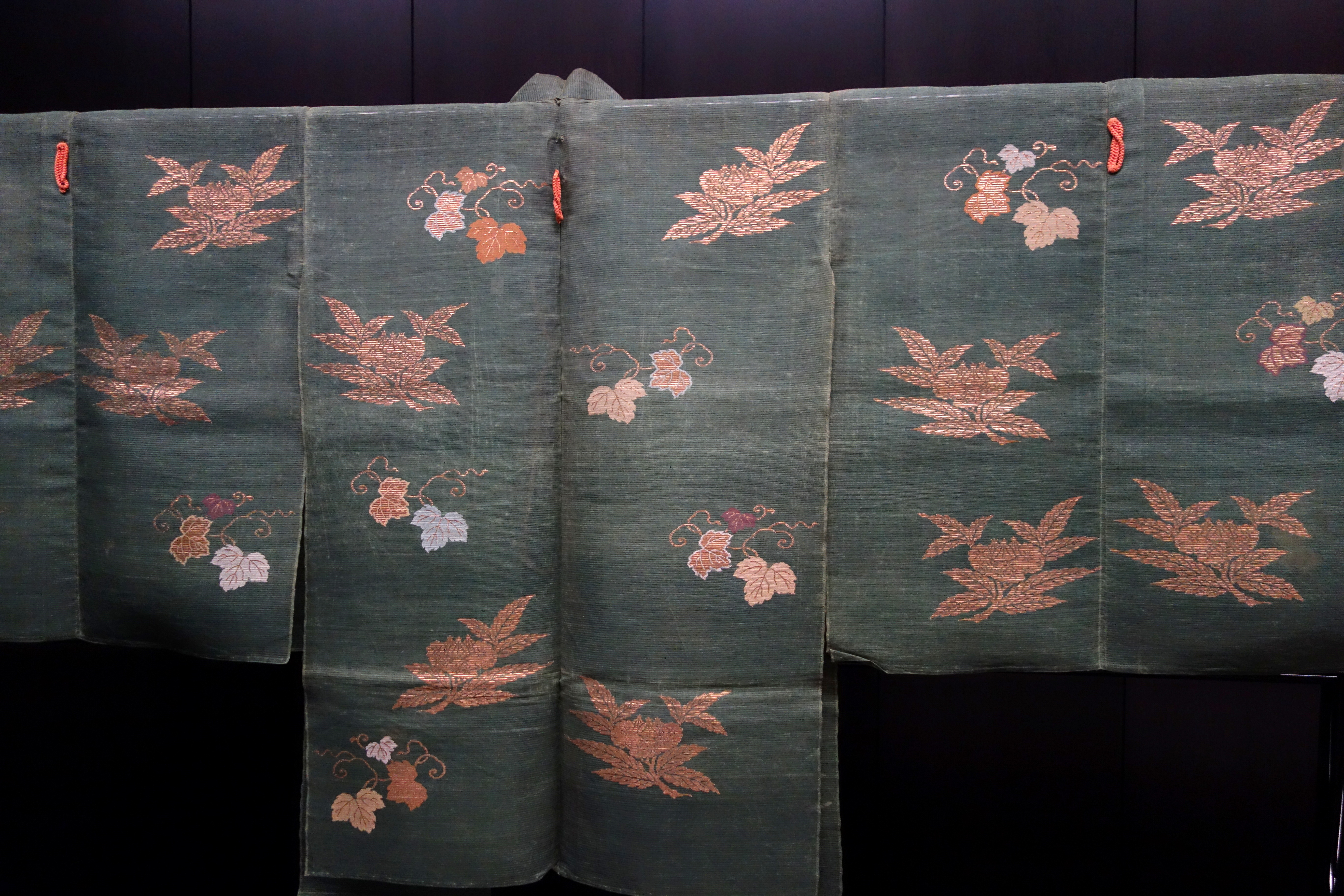
緑地栗折枝蔦文様長絹（能装束）東京国立博物館蔵 18世紀

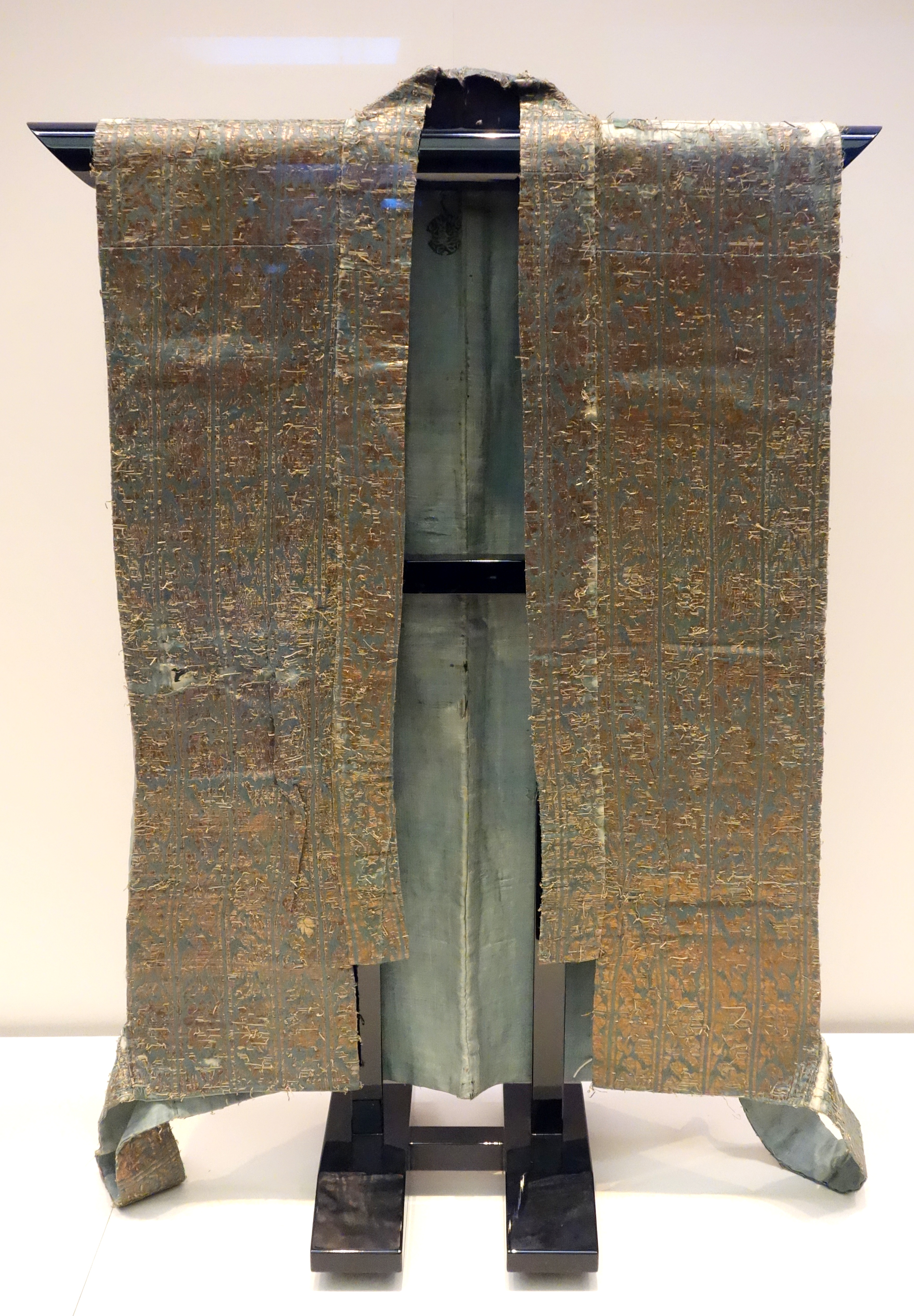
浅葱地菊蓮鳳凰文様側次（能装束）東京国立博物館蔵 16世紀

能は、民間芸能である猿楽、田楽に起源をもつ舞台芸能である。当該芸能は、近世までは「猿楽」あるいは「猿楽の能」と称されたが、本項では染織史用語として一般的な「能装束」を用いる。
足利義満は大和猿楽の観阿弥、世阿弥父子を取り立て、この父子、特に子の世阿弥によって舞台芸術としての能が大成した。能は将軍や大名によって保護され、江戸時代には武家の式楽としての地位を確立した。室町時代の能装束の実態はよくわかっていないが、舞台衣装として分化した存在にはなっておらず、通常の衣服と大差ないものであったとみられる。当時は「小袖脱ぎ」といって、武将等の後援者が祝儀として、能役者に自らの着ている小袖を脱ぎ与える習慣があった。寛正5年（1464年）に行われた糺河原の勧進猿楽では、多くの「小袖脱ぎ」が行われたことが記録されている。永正10年（1513年）頃の成立とみられる『禅鳳雑談』には「舞衣」（まいぎぬ）、「長絹」（ちょうけん）、「唐織物」などの装束の種別を示す語がみえる。唐織と呼ばれる小袖形の能装束の中には、袖幅の狭い、桃山時代にさかのぼると思われる作品が若干残っているが、現存する能装束の多くは江戸時代以降のものであり、舞台衣装としての能装束の形式が完成するのも江戸時代のことである。
能装束には、用いられる役柄等に応じて多くの種類があり、加飾方法や文様もさまざまである。上半身に着る衣服には表着（うわぎ）と着付がある。着付とは表着と肌着の間に着るものである。表着には女役の用いる唐織（からおり）、男役の狩衣（かりぎぬ）など、着付には女役の摺箔（すりはく）、男役の厚板（あついた）、男女役ともに用いる縫箔（ぬいはく）などがある。直垂（ひたたれ）、狩衣、直衣などは能装束と現実の衣装とで同じ名称が使われているが、長絹（ちょうけん）、水衣（みずごろも）のように、能装束特有の名称もある。唐織、摺箔、縫箔などは、染織技法の名称がそのまま装束名になっている。形態的には、唐織、摺箔、厚板、縫箔などは小袖形であるが、長絹、水衣、狩衣などは広袖形である。
唐織　
女役の表着に用いられる、小袖形の装束。各種の色糸や金銀糸を用い、緯糸を縫取織風に浮かせたもので、能装束の中でもっとも華やかなものである。文様はさまざまだが、桜、藤、桐、菊、紅葉、松竹梅などの草花や樹木を表すものが多い。紅入（いろいり）と紅無（いろなし）の別があり、前者は若い女性の役、後者は赤色を用いないもので、年配の女性の役に用いられる。
縫箔　
刺繡に金銀箔を加えた技法名がそのまま装束の名称になっている。着付に用いられる小袖形の衣装で、腰巻に着て（「腰巻に着る」とは、袖を通さず、腰に巻きつけるように着用する意。）その上に水衣、長絹などを着る。女役、男役、子役のいずれにも用いられるが、男役の場合は平家の公達などの高貴な役に限る。「道成寺」の後シテの鬼女役には表着なしで用いられる。唐織と同様に紅入と紅無の区別がある。文様は桜、藤、桐、菊などの植物文が多い。
摺箔　
これも技法名が装束の名称になったもので、模様の形に糊置きし、その上に金銀箔を摺り付けて文様としたものである。女役の着付に用いられる。中で、鱗文の摺箔は女の情念を表すものとされ、「道成寺」「葵の上」「安達原」などの演目で怨霊や鬼女の役に用いられる。
厚板　
男役の着付に用いる小袖形の衣装で、老若、貴賤、鬼神などさまざまな役柄に用いられる。染織用語としての「厚板」とは、平織の地に各種の色糸や金銀糸を緯糸として用い、緯糸を唐織のように浮かせずに経糸で固く押さえたものを指し、厚い板に巻いたことがその語源とされている。ただし、能衣装としての厚板は、上述のような技法によるものはむしろ少なく、唐織と同様の組織によるものや綾織のものもみられる。文様は幾何学文、縞、格子などの固い感じのものが多い。「厚板唐織」という装束名が使われることもあるが、これは男役の着付に用いる衣装で、唐織と同様の組織により、華やかな文様を表したものを指す。
直衣　
男役の表着で、天皇や最高位の貴族の役に用いられる。
狩衣　
男役の表着で、翁や貴人などの特定の役に用いられ、袷（あわせ）と単がある。袷の狩衣は金襴、錦などで作られ、「高砂」の後シテの住吉明神など、威厳ある役に用いられる。単の狩衣は紗、絽など薄手の生地で作られ、「住吉詣」のツレ光源氏などに用いる。中で、蜀江文様の狩衣は、「翁」専用の衣装である。
法被（はっぴ）　
男役の表着で、武人や鬼畜などの役に用いる。袷と単があり、単は甲冑姿を象徴的に表すもので、「屋島」の後シテの義経などに用いられる。また、「紅葉狩」の後シテの鬼神のように、鬼神が本性を表した場面にも用いられる。甲冑姿を表す場合は、右肩を肌脱ぎにし、腋に挟んで着用する。
側次（そばつぎ）
男役の表着で、法被から袖を取り去ったもの。武人の甲冑姿などを表す。
水衣　
男女役ともに用いる表着で、僧、老人、庶民の労働者（漁師、潮汲、樵夫など）の役に用いる。無地が多く、縞文様もある。着流しに腰帯を締め、または袖をつまんで襟までたくし上げ、糸留めとして着用する。
長絹　
主に女役に使用する舞用の表着で、平家の公達などの男役に用いることもある。広袖で腋から下は縫い合わせず、紗、絽などの薄物に金糸、色糸の縫取織とする。文様は総文様にはせず、枝垂れ文様とするものが多い。
舞衣　
舞用の表着で女役にのみ用いる。長絹と違い、丈が長く、腋は縫い塞ぎ、胸紐はない。文様も長絹と異なり総文様とする。
直垂　
武家の直垂と同形で、袴と対になる。
素襖　
武家の素襖と同形で、直垂よりは格が下がり、武士の日常着を表す。
大口　
後半部を板のように固くした袴で、前を精好地、後ろは畝織とする。
半切　
大口と同形だが、前後を同裂で作る。
指貫　
裾を括った袴で、高位の僧の役のみに着用する。

## 江戸時代の染織

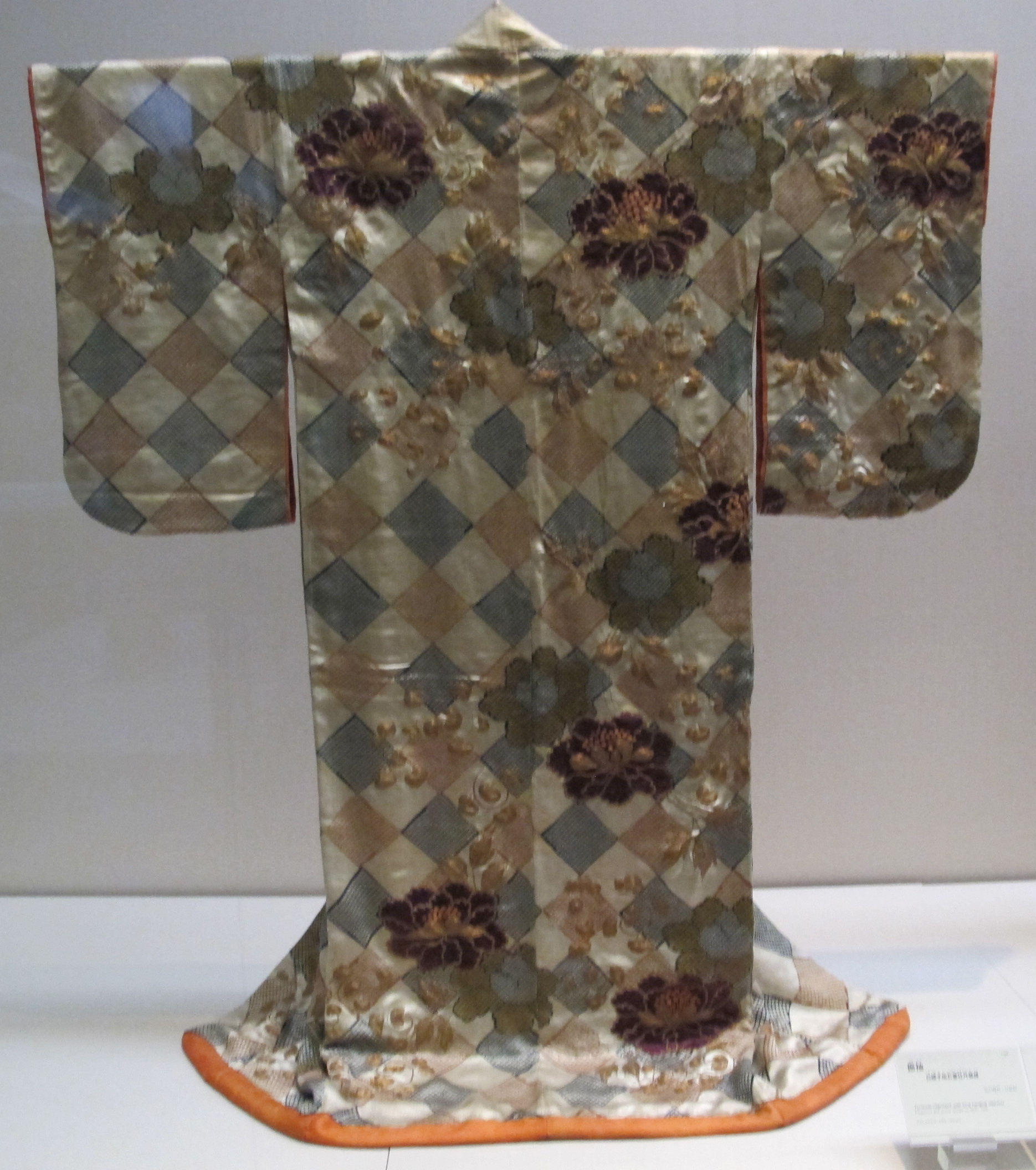
白繻子地石畳牡丹文様振袖東京国立博物館蔵 18世紀

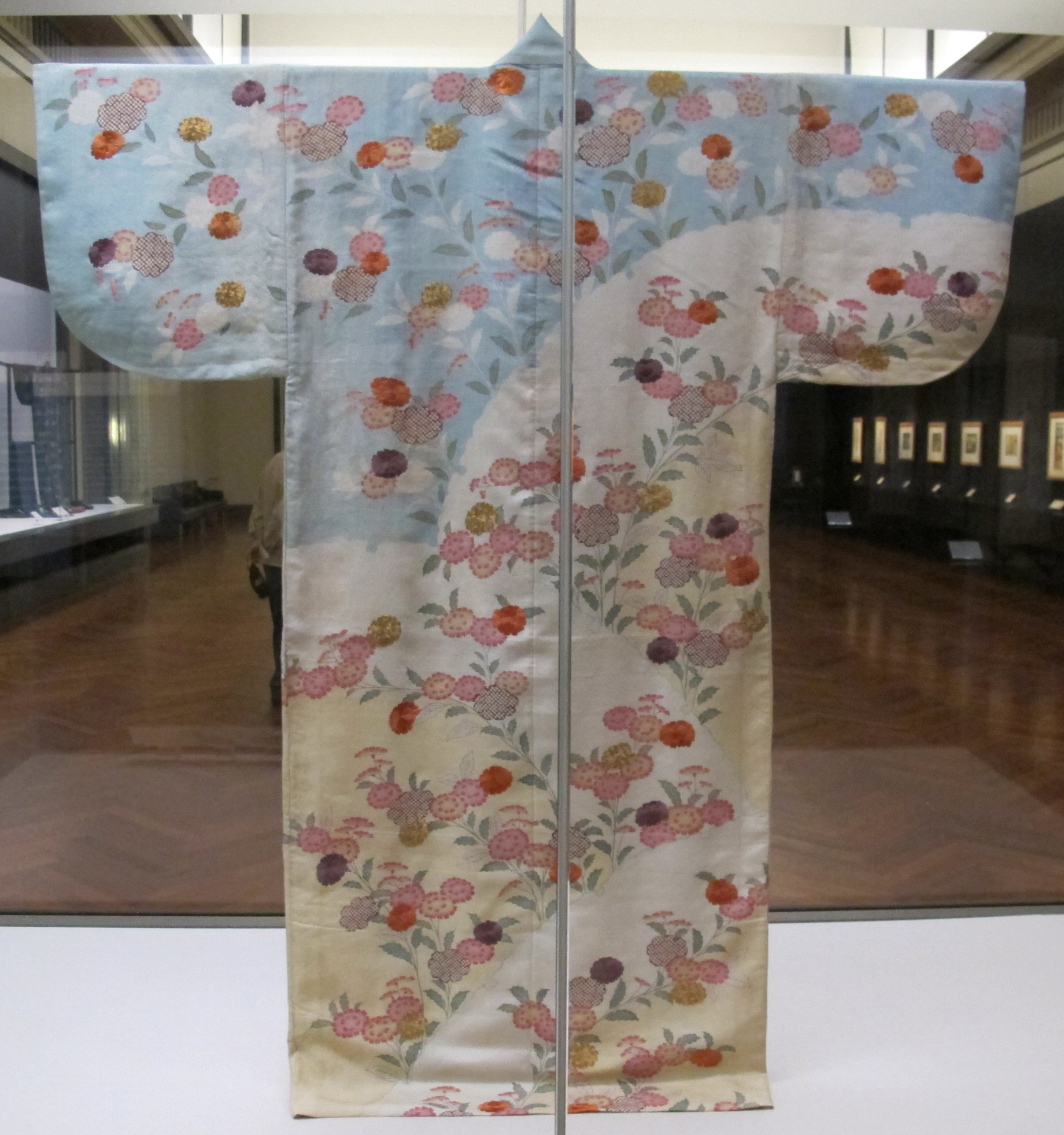
染分沙綾地雪輪山吹文様小袖東京国立博物館蔵 18世紀

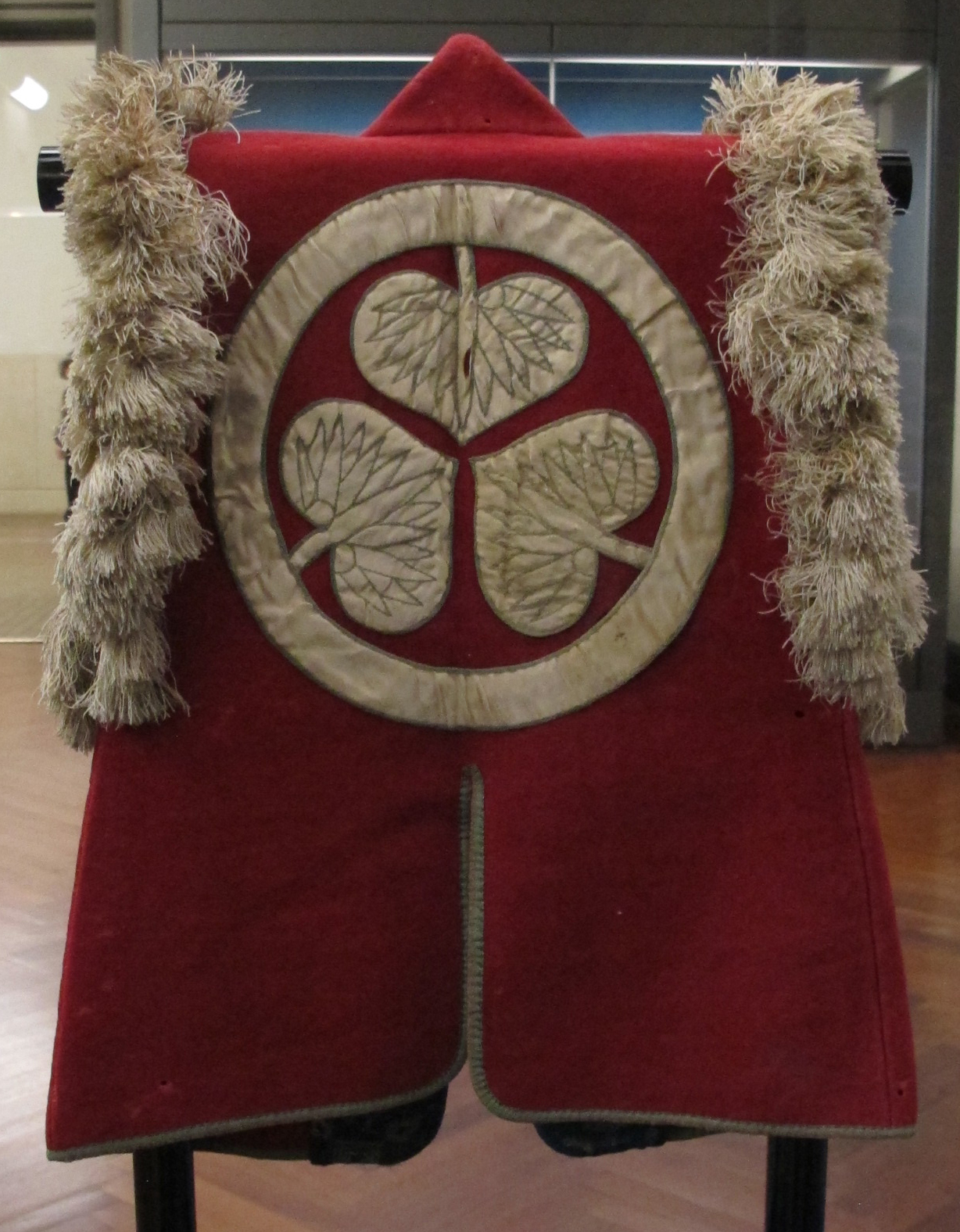
緋三つ葉葵紋付陣羽織 東京国立博物館蔵 18世紀

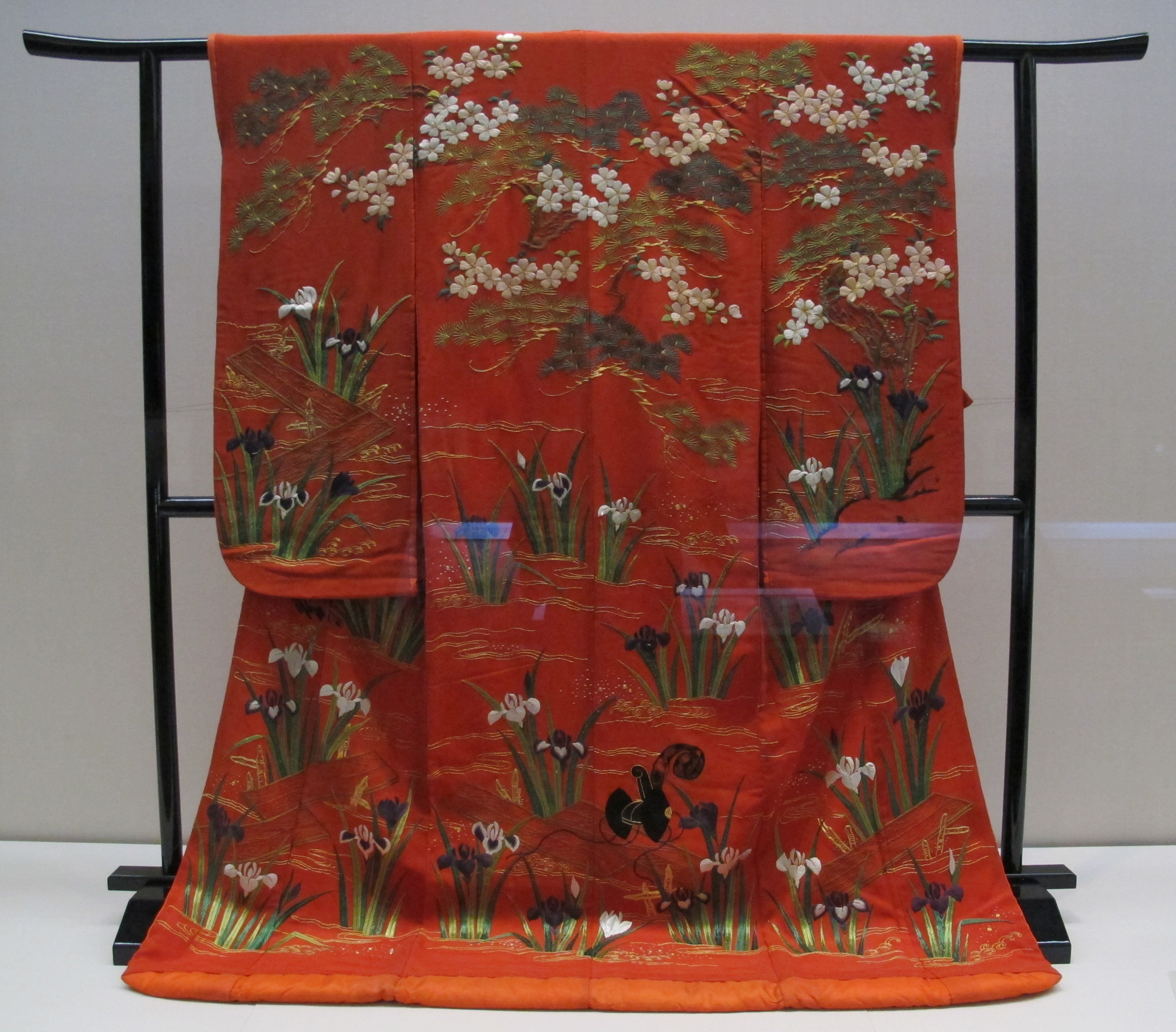
紅縮緬地松桜八橋文様打掛 個人蔵（東京国立博物館寄託） 19世紀

### 時代の概観
江戸時代には男子の服飾が比較的画一的であったのに対し、女子の衣装は、武家女性と町方女性の間で差異はあったが、流行を取り入れてさまざまな技法や意匠が用いられた。こうした新たな技法や意匠を体現しているものが小袖であり、時代の傾向を反映して慶長小袖、寛文小袖、元禄小袖などの用語が使われている。江戸幕府は、たびたび倹約令を発し、町人が贅沢な衣服を誂え、着用することを戒めた。天和3年（1683年）の禁令では、刺繡、総鹿の子絞り、金紗の使用を禁止している。この種の禁令がたびたび出されること自体、禁令が厳格に守られず、町人が派手な衣服を好んでいたことを表している。江戸時代中期には京都で友禅染の生産が開始される。従来の伝統的な染めの技法は「浸け染め」といって、布全体を染液に浸す必要があったが、近世には染料が改良されて、刷毛で染料を塗る「引き染め」が可能になり、染色表現の幅が飛躍的に広がった。友禅染の技法の特色である「糊防染」と「色挿し」も、こうした染料の改良によって可能となったものであり、小袖や帯などにさまざまな絵画的衣装が表されるようになった。こうした染物とは別に、著名な絵師が布面に直接絵筆を振るって図柄を描いた小袖もあり、尾形光琳筆の「白綾地秋草模様小袖」（冬木小袖）、酒井抱一筆の「白繻子地梅樹春草文様小袖」などが現存している。これらは染織技術的には「描絵」というもっとも素朴な技法になるものだが、富裕な町人などが当時の著名絵師に依頼した一品製作の贅沢品であった。江戸時代には、各藩が地元の産業を奨励したことにより、各地にその地方特有の産物や工芸品が生まれた。染織工芸では、絞り染め、型染め、絣などが各地で作られ、名産品として知られるようになった。江戸時代の染織工芸はこのように染め物を中心に展開し、型染めでは型紙を用いた小紋や中形（ちゅうがた）、糊防染の一種である筒描きなどが作られた。端切れを縫い合わせたことに由来する刺し子や津軽地方の特産である「こぎん」のような製品もある。一方、紋織物もまったく廃れてしまったわけではなく、芸能衣装である能衣装には生き残っている。

### 慶長小袖
江戸時代初期の小袖の様式を指す用語で、慶長小袖というが、研究の結果、実際の製作年代は慶長の末年から元和・寛永年間（おおむね17世紀前半）頃であることが明らかになっている。黒、黒紅、赤、白を主調とした渋い色彩が特色で、技法的には刺繡と摺箔が多用される。意匠構成は、前代の桃山小袖が片身替り、段替りなど、文様を単純明快な区画に区切る傾向があったのに対し、慶長小袖は抽象的で複雑な形に文様を区画する傾向がある。

### 寛文小袖
寛文年間（1661 - 1673年）を中心とした時期の小袖様式で、特色は背面の模様構成にある。典型的な模様構成は、背面右袖から肩の部分を通って左袖へ、および、右袖から下へ伸びて右裾へという形で模様が続き、背面の左下方は模様を表さずに空白にするというものである。当時の小袖雛形本に見る意匠はおおむね上記の型を踏襲しており、前述の慶長小袖が武家女性の好みであったのに対し、こちらは新興町人階級の好みが反映された意匠となっている。地合いは桃山時代に盛行した練貫地に替わって綸子地が多く用いられている。

### 友禅染
江戸時代中期に京都で始められた友禅染の技法は、限りなく絵画に近い文様表現を可能にし、日本染織史に新たな時代を画すものとなった。友禅の技法は元禄（1688 - 1704年）頃に完成した。友禅という名称は、京都知恩院の門前通りで扇の絵付けをしていた絵師の宮崎友禅という人物にちなむものだが、友禅の生没年は不明で伝記もはっきりしない。天和2年（1682年）刊行の井原西鶴『好色一代男』など、当時の著作物に、友禅の絵付けした扇が当時の流行であったことが記され、友禅が実在の画工であったことは確かである。貞享3年（1686年）刊行の『諸国ひいながた』という小袖雛形本（衣装デザイン見本帳）には「ゆふぜんもよう」（友禅模様）の文字がある。こうしたことから、友禅染とは、宮崎友禅という一人の人物が発明したものではなく、染料や染色技術の進歩によって生み出された新しい技法、新しいデザインの染物に、当時評判の絵師であった宮崎友禅の名を冠したものと考えられている。友禅染の技術的特色は、糊防染と色挿しにある。古い時代の染物は、布自体を染料の液に漬けて染める漬け染めであったが、江戸時代になって、刷毛で布面に色を塗る、引き染めが可能な染料が開発されたことにより、絵画的な模様染めが可能となった。伝統技法による手描き友禅の製作は、下絵描き、糸目糊、地入れ、色挿し、蒸し、伏せ糊置き、引き染めという複雑な工程を経る。まずは仮縫いした布地に青花という、水洗いすれば完全に落ちる青色の色素で模様の下描きをする。この下描き線に沿って、糸目糊を置く。糸目糊とは、もち米を主材料とした糊を、渋紙で作り、口金を付けた細い筒の先から絞り出して線を描くことで、これによって模様を区切り、染料が隣の区画に流れ出さないようにする。次の地入れとは、布海苔と豆汁（ごじる）を混ぜたものを布面に塗って、染料の定着を良くし、色のにじみを防止する作業である。そのあと、色挿しといって、模様に染料で色付けをする。色挿しした布を高温で蒸した後、今度は伏せ糊といって、さきほど色挿しした模様面に糊を置く。これは後ほど地の部分を染める際に模様部分を防染するためである。地色は以上の作業が終わった後、刷毛で引き染めとする。生地は、江戸時代中期になると、綸子地に替わって、友禅染に適した縮緬地が多く用いられるようになる。

### 茶屋染
麻の単で夏の衣装である帷子（かたびら）に用いられた染めの技法。糊防染によって模様を表し、藍染めを2度行うことによって藍の濃淡を表す。文様は「御所解（ごしょどき）模様」という、風景や『源氏物語』に取材した意匠などの類型的な文様が多用された。一見地味に見えながら、非常に手間のかかる技法で、大名家や公家の女性が主に着用した。

### 更紗
後には日本製の「和更紗」も作られるようになったが、更紗とは元来はインドを主産地とする、外来の裂で、木綿に蝋防染などの技法で多色の文様を表した染物である。渡来時期は他の名物裂よりやや遅れ、日本への渡来が記録から跡付けられるのは17世紀以降になる。前述の技法とともにエキゾチックな図柄に特色があり、茶道具の仕覆に使用されたり、祇園祭の山鉾の懸装品に用いられるなどした。更紗の語源については、「最上の布」を意味する「サラッソ」というインド由来の単語であるとする説のほか諸説ある。「さらさ」には佐羅紗、皿紗などのも文字も当てられ、「文様を表した布」という意味の「華布」という字を当てることもあり、「しゃむろ染」とも称した。「しゃむろ」とは今日のタイ王国のことで、近世初期に日本と交流のあった暹羅（しゃむろ）国からもたらされたことからその名がある。ただし、タイ方面からもたらされた更紗はタイの製品ではなく、インドでタイへの輸出向けに生産されたものであることが、研究の結果わかっている。近世には日本で更紗を模して織られた和更紗もあり、鍋島更紗が著名である。

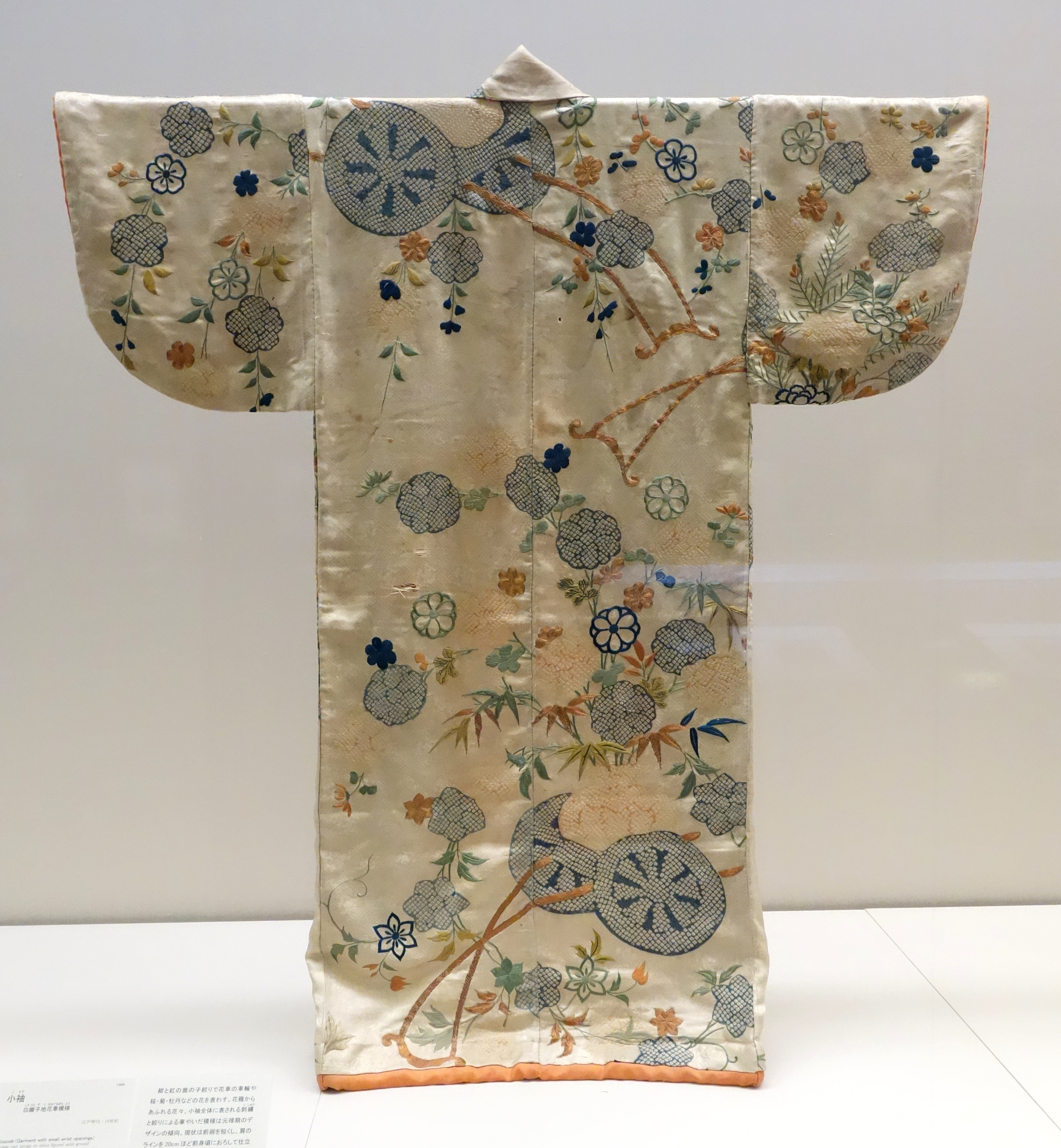
白綸子地花車文様小袖 18世紀 東京国立博物館蔵
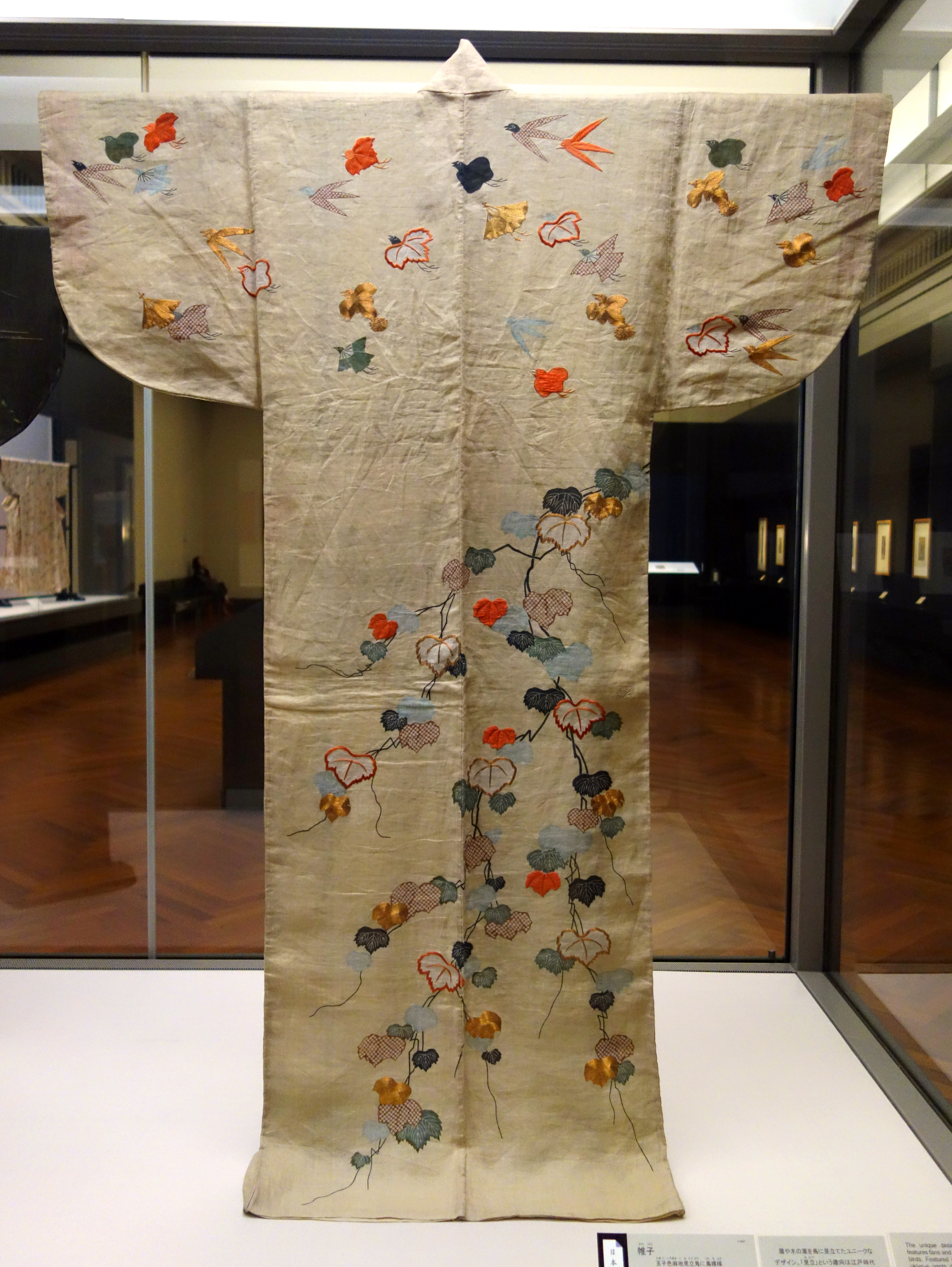
玉子色麻地見立鳥蔦文様帷子 18世紀 東京国立博物館蔵
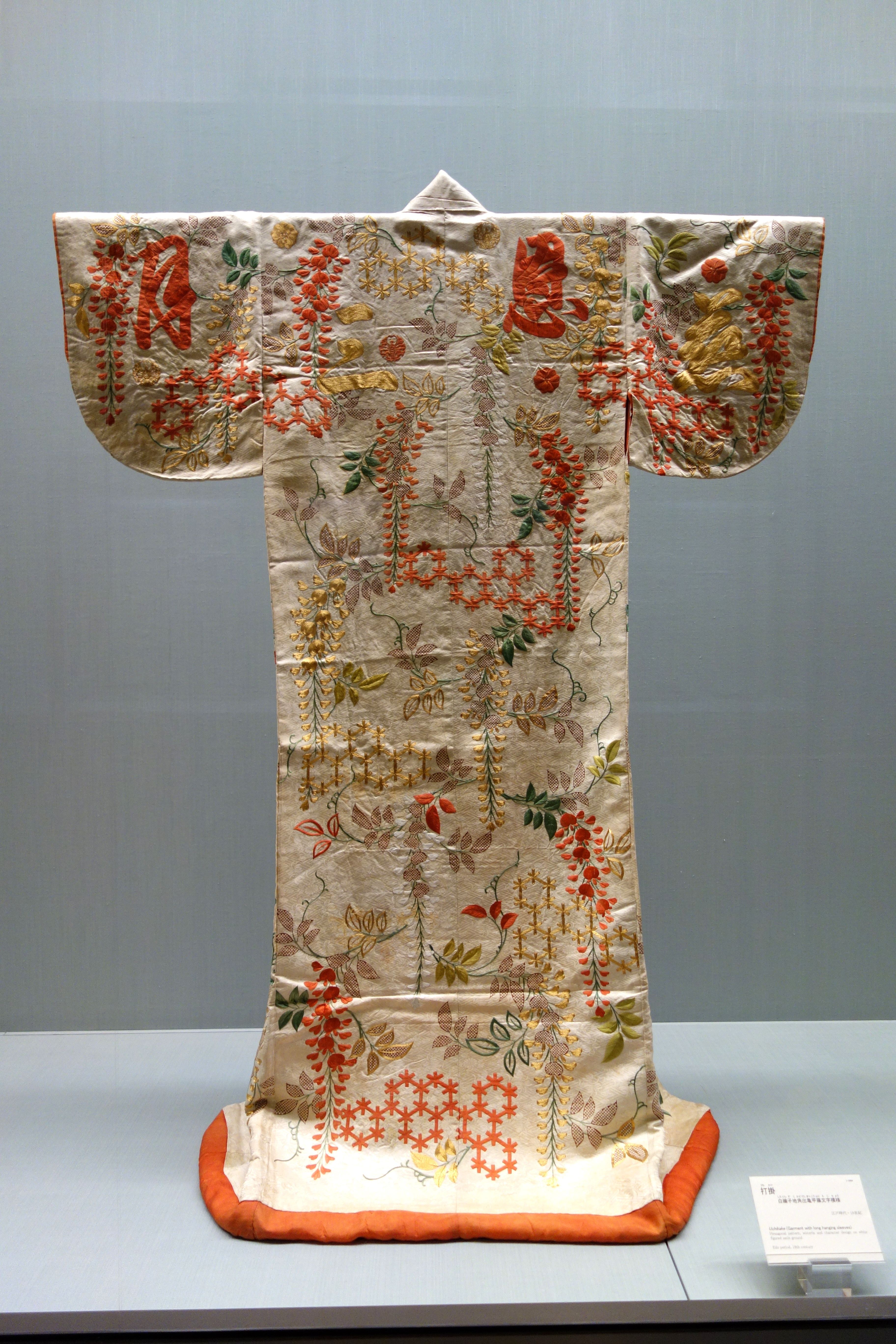
白綸子地角出亀甲藤文字模様打掛 18世紀 東京国立博物館蔵

### その他のさまざまな染織

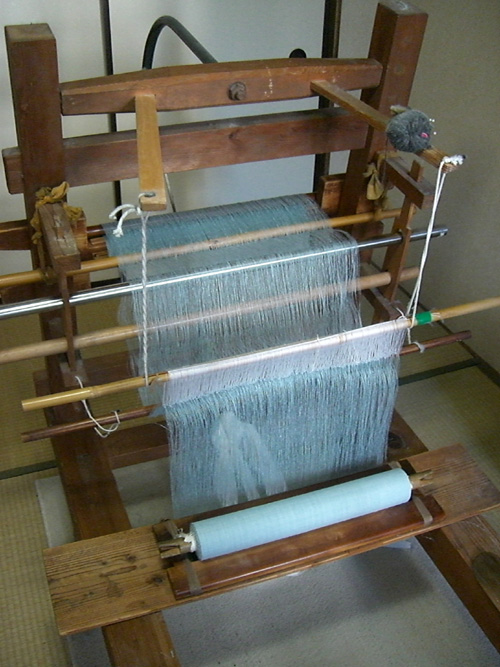
結城紬の地機

絞り染め
木綿地の絞り染による浴衣、手拭地などの産地は各地にあり、近世に始まったものとしては、九州の豊後、名古屋の有松・鳴海などが著名である。
紬
紬糸、つまり、屑繭を熱湯に浸して真綿とし、そこから紡いだ糸によって織った製品で、養蚕農家が農繁期に製造することが多かった。絹糸でありながら、木綿のような風合いがある。結城紬、信州紬（上田紬など）、郡上紬などがある。八丈島の黄八丈も紬に分類されている。
銘仙
絹の練糸の太いものを使って織られたもの。秩父銘仙、伊勢崎銘仙が著名。
小紋
型紙を使用した染物のうち、特に細かい文様を総文様で表すもので、遠目には無地のように見える。武士の裃に使われて普及した。一般に柄の細かい着物を指して「小紋」ということもあり、前述のようなものを特に「江戸小紋」といって区別する。
中形
小紋よりは大き目の文様を型紙を用いて染め出すもので、浴衣地に多く用いられ、浴衣の別名ともなっている。
絣
織物の一種だが、錦、綾などと異なり、あらかじめ斑に染めた糸を経糸、緯糸、またはその両方に用いて製織し、文様を表すもの。この種の染織技法はアジア各地、南米など世界各地に分布し、マレー語由来の「イカット」という呼称がこの種の織物を指す国際的に共通の用語になっている。日本では飛鳥時代の太子間道と呼ばれる裂は経絣の技法によるものだが、その後絣の技法は長らく絶えていた。江戸時代の絣の産地としては、久留米、伊予、備後、広瀬、倉吉、大和、近江、越後などが著名である。各地で多く生産されているのは木綿の紺絣であるが、上布（じょうふ、良質の麻織物）製のものもある。
筒描き
原理は友禅の糸目糊と同じで、筒から絞り出した防染用の米糊で図柄を描いた染物。風呂敷、夜着などに用いられた。
刺子・こぎん
刺子は、本来の意味は端切れを継ぎ合わせて衣装に仕立てたものだが、工芸品としての刺し子は、補強とデザインを兼ねて細かく縫い目を施したものである。刺子の一種であるこぎんは津軽地方で生産されたもので、木綿栽培に適さない寒冷地の津軽において、布の補強と保温のため、麻布地に麻糸を刺して作ったのが始まりである。明治以降には麻布地に木綿糸で刺すようになった。幾何学的な文様を細密に刺すのが特色である。

## 近代以降
明治以降、化学染料の導入とともに、手間のかかる植物染料の使用は急速に衰退していった。明治時代初期、当時の日本政府は化学研究のため舎密局（せいみきょく）という役所を設置したが、早くも明治5年（1872年）には、化学染料の導入のため、フランスのリヨンに舎密局の役人を派遣している。。友禅染などにも化学染料が導入されて、それまでになかった色が出せるようになり、織機もフランス人ジャカールが開発したジャカード織機が使われるようになった。明治時代の末期には天然染料は化学染料に完全に圧された形となっていた。
21世紀の日本では、天然素材、天然染料による染織は、伝統工芸品、無形文化財として命脈を保っており、各地に伝統染織品の展示・普及施設がつくられ、技術の伝承、製品の販売が行われている。また、「草木染」と称して天然素材による染織品製作が続けられている。「草木染」という語は、長野県出身の文学者で染織研究者であった山崎斌（あきら）によって名付けられたもので、昭和5年（1930年）、山崎が東京銀座の資生堂で「草木染手織紬復興展覧会」を開催した時に使用したのが始めとされている。

### 代表的な織物の産地
- 東北地方
  - 米沢紬（山形県米沢市）
  - 会津木綿（福島県会津若松市）
  - からむし織（福島県昭和村）
- 関東地方
  - 本場結城紬（茨城県結城市）
  - 足利紬（栃木県足利市）
  - 桐生織（群馬県桐生市）
  - 伊勢崎銘仙（群馬県伊勢崎市）
  - 秩父銘仙（埼玉県秩父市）
  - 多摩織（東京都八王子市）
- 中部地方
  - 小千谷縮（新潟県小千谷市）
  - 越後上布（新潟県南魚沼市）
  - 石川県小松市
  - 福井県福井市、坂井市
  - 山梨県富士吉田市
  - 上田紬（長野県上田市）
  - 静岡県磐田市
  - 遠州木綿（静岡県浜松市）
  - 尾州織物（愛知県一宮市）
  - 三河木綿（愛知県三河地方）
- 近畿地方
  - 松阪木綿（三重県松阪市）
  - 浜ちりめん（滋賀県長浜市）
  - 西陣織（京都府京都市）
  - 丹後ちりめん（京都府京丹後市）
  - 織絨毯（大阪府堺市、和泉市）
  - 泉州タオル（大阪府泉佐野市）
  - 綿スフ織物（大阪府泉州地域）
  - 播州織（兵庫県西脇市）
- 中国・四国地方
  - 作州絣（岡山県津山市）
  - 備後絣（広島県福山市）
  - 倉吉絣（鳥取県倉吉市）
  - 弓浜絣（鳥取県米子市、境港市）
  - 広瀬絣（島根県安来市）
  - 柳井縞（山口県柳井市）
  - 今治タオル（愛媛県今治市、西条市）
  - 伊予絣（愛媛県松山市）
- 九州地方
  - 博多織（福岡県福岡市）
  - 小倉織（福岡県北九州市）
  - 久留米絣（福岡県久留米市）
  - 佐賀錦（佐賀県佐賀市）
  - 大島紬（鹿児島県奄美大島）
  - 宮古上布（沖縄県宮古島）